# Lijst van afleveringen van Revolution
Dit is een lijst met afleveringen van de Amerikaanse televisieserie Revolution. Deze serie werd oorspronkelijk in de Verenigde Staten uitgezonden door NBC.

## Rolverdeling

### Hoofdrollen
| Acteur                 | Personage               | Seizoenen |
| ---------------------- | ----------------------- | --------- |
| Billy Burke (acteur)   | Miles Matheson          | 1 & 2     |
| Tracy Spiridakos       | Charlie Matheson        | 1 & 2     |
| Elizabeth Mitchell     | Rachel Matheson         | 1 & 2     |
| Giancarlo Esposito     | Tom Neville             | 1 & 2     |
| J.D. Pardo             | Nate / Jason Neville    | 1 & 2     |
| Zak Orth               | Aaron Pittman           | 1 & 2     |
| David Lyons (acteur)   | Sebastian 'Bass' Monroe | 1 & 2     |
| Daniella Alonso        | Nora Clayton            | 1         |
| Stephen Collins        | dr. Gene Porter         | 2         |
| Maureen Sebastian      | Priscilla Pittman       | 1 & 2     |
| Steven Culp            | Edward 'Ed' Truman      | 2         |
| Mat Vairo              | Connor Bennett          | 2         |
| Graham Rogers (acteur) | Danny Matheson          | 1         |

### Terugkerende rollen
| Acteur              | Personage               | Seizoenen |
| ------------------- | ----------------------- | --------- |
| Jessica Collins     | Cynthia                 | 2         |
| Maria Howell        | Grace Beaumont          | 1 & 2     |
| Tim Guinee          | Ben Matheson            | 1 & 2     |
| Colm Feore          | Randall Flynn           | 1         |
| Kim Raver           | Julia Neville           | 1 & 2     |
| Nicole Ari Parker   | Justine Allenford       | 2         |
| Christopher Cousins | Victor Doyle            | 2         |
| Billy Lush          | Scanlon                 | 2         |
| David Meunier       | sergeant Will Strausser | 1         |
| Željko Ivanek       | dr. Calvin Horn         | 2         |
| Cotter Smith        | president Jack Davis    | 2         |
| Leslie Hope         | presidente Kelly Foster | 1         |
| David Aaron Baker   | Roger Allenford         | 2         |
| Anthony Ruivivar    | generaal Bill Carver    | 2         |

## Seizoenenoverzicht
| Seizoen | Aantal afleveringen | Originele uitzenddatum          |  |
| ------- | ------------------- | ------------------------------- |  |
| 1       | 20                  | 17 september 2012 – 3 juni 2013 |  |
| 2       | 22                  | 25 september 2013 – 21 mei 2014 |  |

## Afleveringen

### Seizoen 1 (2013)
| Nr. | Aflevering | Titel                                    | Regisseur            | Schrijver                          | Selectie gastrollen | Originele uitzenddatum |  |
| --- | ---------- | ---------------------------------------- | -------------------- | ---------------------------------- | --- | ---------------------- |  |
| 1 | 1          | Pilot                                    | Jon Favreau          | Eric Kripke                        | Anna Lise Phillips - Maggie Foster Brian Allison - ruiter Nelson Bonilla - marinier Allan Graf - Caleb                                                                         | 17 september 2012      |  |
| Heden: Familie Matheson, bestaande uit vader Ben, zijn vriendin Maggie en de kinderen Charlie en Danny proberen te overleven in een gemeenschap. Hier verblijven zij al voor 15 jaar nadat door een wereldwijd black-out de mensen in het donker zaten, alle elektrische apparaten werken niet meer. Rachel, de vrouw van Ben, is jaren geleden weggegaan en iedereen gaat ervan uit dat zij niet meer leeft. Dan wordt hun rustige leven opgeschrikt door het arriveren van een militiegroep geleid door kapitein Neville, dit terwijl Charlie op jacht is naar eten. De militiegroep heeft opdracht gekregen van generaal Sebastian 'Bass' Monroe om Ben te arresteren en mee te nemen naar het hoofdkwartier. Voordat zij Ben kunnen arresteren richt Danny een kruisboog op de militieleden, een soldaat vuurt dan een wapen af wat Ben treft en hierdoor zwaar gewond raakt. De kapitein heeft nu geen andere keus dan Danny mee te nemen in plaats van Ben. Charlie keert terug in het dorp en ziet daar haar vader gewond liggen, hij is stervende en kan haar net zeggen dat zij naar Chicago moet gaan om daar zijn broer Miles op te zoeken om haar te helpen met het redden van Danny. Charlie krijgt bij haar reis naar Chicago gezelschap van Maggie en Aaron, een goede vriend van Ben. Onderweg komen zij Nate tegen, die hen helpt met hun problemen. Aangekomen in Chicago ontmoeten zij in een vervallen hotel Miles. Hij ontdekt meteen dat Nate een spion is van de militiegroep van generaal Monroe. Nate probeert met behulp van meer soldaten Miles te overmeesteren, dit lukt hem niet en Miles verlaat met Charlie Chicago om Danny te vinden. Ondertussen lukt het Danny om te ontsnappen en vindt een schuilplaats in het woonhuis van Grace. Kapitein Neville komt Danny toch op het spoor en kan hem bij Grace weer overmeesteren. Als iedereen weg is gaat Grace naar de zolder, en kan daar met behulp van een hanger stroom opwekken. Dit stelt haar in staat om een computer aan te zetten, hiermee communiceert zij met onbekenden. Flashback: Ben Matheson haast zich naar huis en waarschuwt zijn gezin voor de aankomende black-out. Hij haast zich om wat bestanden op een USB-stick te zetten en probeert zijn broer Miles te waarschuwen voor wat er komen gaat. Miles is op dit moment samen met zijn beste vriend 'Bass' (de toekomstige generaal Sebastian 'Bass' Monroe) onderweg terug naar hun marinebasis in South Carolina. Als Ben zijn broer aan de lijn heeft wordt de wereld getroffen door de black-out. |            |                                          |                      |                                    | |                        |  |
| 2 | 2          | Chained Heat                             | Charles Beeson       | Eric Kripke                        | Anna Lise Phillips - Maggie Foster C. Thomas Howell - premiejager Ken Arnold - George                                                                                          | 24 september 2012      |  |
| Heden: Charlie, Miles, Aaron en Maggie zijn nog steeds onderweg om Danny te vinden. Miles wil echter eerst hulp inroepen van zijn vriendin Nora, zij vinden haar in gevangenschap van de Monroe militie. Charlie ontdekt dan dat Nate hen nog steeds volgt en overmeestert hem en laat hem geboeid achter aan een ijzeren paal. Charlie en Miles laten Aaron en Maggie achter om samen Nora te redden, Aaron laat dan aan Maggie een hanger zien die hij van Ben heeft gekregen. Danny is nog steeds gevangen door kapitein Neville en is gedwongen getuige van een executie door kapitein Neville van een burger die in bezit was van een vuurwapen en een Amerikaanse vlag. Generaal Monroe martelt een rebellen lid, de rebellen vechten voor de terugkeer van de Verenigde Staten. Miles en Charlie krijgen voor het elkaar om Nora te redden uit de handen van de militie, dan ontdekken zij dat Nora zich expres heeft laten oppakken om zo een scherpschuttersgeweer te kunnen bemachtigen van de militie. Zij keren dan terug om Nora te helpen bij het stelen van dit geweer, dit dwingt Charlie tot haar eerste doden van een mens. Miles is niet blij als hij hoort dat Nora sinds kort aangesloten is bij de rebellen en dat het geweer voor hen is. Grace krijgt onaangekondigd bezoek van een man, de man draagt een dezelfde hanger als zij ook in bezit heeft. Zij raakt in paniek en stuurt snel nog een online bericht dat Randall bij haar is. Dan wordt onthuld dat Rachel, de moeder van Charlie en Danny, nog leeft en gevangen wordt gehouden door generaal Monroe. Flashback: Rachel is samen met Ben en hun kinderen bij het gebouw van Universiteit van Chicago, de werkplek van Ben. Dan duikt er een man op die Charlie gijzelt voor voedsel, de man wordt dan doodgeschoten door Rachel. |            |                                          |                      |                                    | |                        |  |
| 3 | 3          | No Quarter                               | Sanford Bookstaver   | Monica Owusu-Breen                 | Anna Lise Phillips - Maggie Foster Michael Mosley - militie soldaat Mark Pellegrino - Jeremy Baker Derek Webster - Nicholas                                                    | 1 oktober 2012         |  |
| Nora neemt de groep mee naar een gebouw, daar aangekomen ontdekken zij daar een verblijfplaats van een rebellengroep. In de rebellengroep zijn er een aantal zwaar gewonden, zij waren in een hinderlaag gelopen van de Monroe militie. Als zij ineens omsingeld zijn door de militie probeert Miles een tunnel te graven voor hun ontsnapping, terwijl een sluipschutter de militie op een afstand probeert te houden. Dan stort de tunnel in en de militie stormt binnen. In een gevecht lukt het de groep om de leider van de militie te overmeesteren. Zij willen de leider inruilen voor hun veilige aftocht, maar de leider zegt tegen hen dat er niet onderhandeld wordt met rebellen. Tevens vertelt hij dat dit afgesproken is door hun oude leider, Miles Matheson. Hij onthuld dat Miles in het verleden de rechterhand van generaal Monroe was, dit komt als een grote schok voor de groep. Miles stelt dan voor dat hij zichzelf laat arresteren voor de veilige aftocht van de groep. De leider gaat akkoord en wordt dan afgevoerd door de militiegroep, de rest kan veilig vertrekken. Later wordt Miles weer bevrijd door Charlie en Nora die een hinderlaag hebben opgezet. Aaron en Maggie vinden het huis van Grace, wat Ben aan Aaron had doorgegeven. Daar aangekomen treffen zij een leeg huis aan en ontdekken zij tot hun verbazing op de zolder een computer. Aaron was voor de black-out werkzaam in de IT en verbaasd probeert hij de computer aan de praat te krijgen, tot zijn frustraties lukt dit hem niet. Als hij en Maggie later in de woonkamer zitten licht de hanger ineens op en werken de apparaten in hun buurt voor even, inclusief een mp3-speler speler en de iPhone van Maggie. Danny, nog steeds gevangen door de militie, wordt uit wraak mishandeld door een vriend van de omgekomen soldaat. Flashback: Miles en Bass deserteren uit het leger om zo hun familieleden op te zoeken. Onderweg komen zij slachtoffers tegen die gedood zijn door plunderaars, later treffen zij de plunderaars die een stel aan het beroven zijn. Miles realiseert zich dan dat deze plunderaars verantwoordelijk zijn voor de doden die zij zijn tegengekomen, hij pakt zijn revolver en schiet hen tot ontsteltenis van Bass dood. |            |                                          |                      |                                    | |                        |  |
| 4 | 4          | The Plague Dogs                          | Felix Alcala         | Anne Cofell Saunders               | Anna Lise Phillips - Maggie Foster Michael Bowen - Ray Kinsey Shane Callahan - Jimmy Logan Floyd - Elliot                                                                      | 8 oktober 2012         |  |
| Heden: Charlie, Miles en Nora ontmoeten Aaron en Maggie, zonder dat zij het beseffen worden zij weer achtervolgd door Nate. Dan worden zij ineens belaagd door een groep wilde honden, op hun vlucht wordt Aaron in zijn been gebeten door een hond die Maggie doodsteekt. Dan wordt Nate door de groep opgemerkt, overmeestert en gevangengezet. De wilde honden hebben een eigenaar die woedend is over de dood van zijn hond, uit wraak steekt hij Maggie in haar been. De groep probeert haar te redden, ondertussen wordt Charlie overmeesterd door de eigenaar. Miles laat Nate vrij om hem te laten helpen om Charlie te vinden, op hun zoektocht treffen zij de eigenaar die zij doodschieten. Charlie zit vastgebonden in een ruimte waar een kruisboog op haar hoofd is gericht, de trekker zit verbonden met de deur. Zij kan net haar hoofd opzij bewegen als Miles en Nate de deur opendoen en zo kan zij de pijl ontwijken van de kruisboog. Zij keren terug naar de ruimte waar Maggie zich bevindt. Zij zijn net op tijd om Maggie te zien overlijden aan haar verwonding. Danny is nog steeds in gevangenschap en onderweg naar het hoofdkwartier van de militie. Zij worden overvallen door een storm en zoeken bescherming in een verlaten boerderij. Door de hectiek lukt het Danny om te ontsnappen, maar wordt al snel overmeesterd door kapitein Neville. Terwijl zij schuilen voor een windhoos zakt het plafond omlaag wat kapitein Neville plet, nadat Danny hem redt wordt hij ondankbaar weer overmeesterd door hem. Rachel wordt gevangen gehouden door generaal Monroe, dit omdat zij meer weet over de black-out. Hij treitert haar door haar te zeggen dat haar zoon gevangen is en onderweg is naar hen. Flashback: Na een aantal jaren na de black-out is Maggie wanhopig op zoek naar een boot die haar naar huis in Engeland kan brengen. Overal krijgt zij te horen dat dit onmogelijk is, door wanhoop gedreven besluit zij dan zelfmoord te plegen. Net op het moment dat zij dit wil doen ontmoet zij Ben die over haar ontfermt en haar in zijn familie opneemt. Rachel verlaat haar gezin om zogenaamd op zoek te gaan naar onderdelen, zij reist om onbekende redenen naar generaal Monroe waar zij meteen gearresteerd wordt. |            |                                          |                      |                                    | |                        |  |
| 5 | 5          | Soul Train                               | Jon Cassar           | Paul Grellong                      | Jeff Fahey - Ken 'Hutch' Hutchinson Ric Reitz - kolonel John Faber Blaise Atkinson - jonge Jason Shane Callahan - Jimmy                                                        | 15 oktober 2012        |  |
| De groep loopt in op de Monroe militiegroep onder leiding van kapitein Neville in Noblesville, zij zien daar een werkende stoomtrein klaar voor vertrek naar de hoofdstad Philadelphia van de Monroe-republiek. Zij beseffen dat als Danny aan boord is in de trein, zij hem kwijt zullen raken, waarop ze een zoektocht naar Danny op touw zetten. Charlie loopt dan in de armen van kapitein Neville, Miles schiet haar te hulp en het lukt hun om aan kapitein Neville te ontsnappen. Als ze terugkeren bij hun schuilplaats ontdekken ze dat Nora een lid bij de plaatselijke rebellen heeft gevonden. Met zijn hulp wil ze een bom in de trein plaatsen. De groep wil Nate ondervragen en als zij hem hiervoor losmaken lukt het hem om te ontsnappen naar kapitein Neville. Kapitein Neville besluit Danny naar de trein te brengen, de vertrektijd van de trein wordt vervroegd en rijdt nu meteen aan. Nora heeft een blok hout uitgehold om daar de bom in te plaatsen. Dit blok legt zij tussen andere houtblokken die als brandhout dienen voor de trein. Dan ziet zij ineens Danny in de trein en wil dan de bom weer weghalen. Dit wordt echter verhinderd door een rebellenlid die haar neersteekt uit wraak voor het door de militie vermoorden van zijn vrouw. Charlie en Miles vinden Nora gewond op de grond. Als zij haar verhaal horen over de bom, zetten zij hun achtervolging in op de trein. Als zij de trein bereiken, gaat Miles op zoek naar de bom en Charlie naar haar broer. Miles vindt de bom en gooit hem uit de trein. Charlie vindt haar broer Danny bij kapitein Neville. Zij raken in een gevecht waarbij kapitein Neville hulp krijgt van Nate. Charlie wordt dan overmeesterd door Nate, in plaats van haar over te leveren aan kapitein Neville helpt hij haar en Miles te ontsnappen. Uiteindelijk rijdt de trein Philadelphia binnen in de tijd dat generaal Monroe problemen heeft aan de grens met Great Plains en de Georgia federatie. De vrouw van kapitein Neville wacht haar man op en begroet hun zoon Jason, dit blijkt Nate te zijn. Rachel krijgt van generaal Monroe te horen dat haar zoon Danny is gearriveerd, zij zwicht voor de druk en vertelt dan dat zij deelnam aan het project dat de black-out heeft veroorzaakt. Zij tekent een voorbeeld hoe de hanger eruitziet, er bestaan er twaalf van die in bezit zijn van de oude leden van het projectteam. De hangers zijn de sleutel om de stroom weer terug te krijgen. Dit wekt zeer de interesse van generaal Monroe. Flashback: Kapitein Neville was voor de black-out werkzaam als een zachtaardige kantoornerd die door iedereen over zich heen liet lopen. Om zijn agressie kwijt te raken bokste hij tegen een boksbal. Na de black-out vindt hij zijn buurman in huis die aan het plunderen is, dit is de druppel voor hem en slaat hem voor de ogen van zijn zoon dood. Dan wil hij zijn zoon leren om zich te kunnen verdedigen met een mes. Dit schokt de zoon, die zijn vader hiertoe niet in staat achtte. |            |                                          |                      |                                    | |                        |  |
| 6 | 6          | Sex and Drugs                            | Steve Boyum          | David Rambo                        | David Andrews - Bill O'Halloran Todd Stashwick - Drexel Lowrey Brown - neef Phillip DeVona - dr. Ian Vidal                                                                     | 29 oktober 2012        |  |
| Heden: De groep wil nu verder reizen naar Philadelphia, alleen de gezondheid van Nora gaat snel achteruit. Zij heeft dringend antibiotica nodig om haar leven te redden. Zij zijn nu genoodzaakt om naar de drugsbaron Drexel te rijden voor medische zorg, Miles heeft een geschiedenis met hem en de medische zorg krijgt hij daarom niet voor niets. Drexel wordt de laatste tijd aangevallen door een familie bij hem in de buurt, hij draagt Charlie op om de leider van deze familie te vermoorden. Het lukt Miles te ontsnappen van Drexel en haast zich naar de familie om Charlie tegen te houden, hij is net op tijd om haar te stoppen en haar te redden. Drexel is woedend om de ontsnapping van Miles en eist dat Nora en Aaron een duel houden, Aaron heeft een ander plan bedacht en het lukt hem om Drexel dood te schieten in plaats van Nora. Als Miles, Charlie, Nora en Aaron weer bij elkaar zijn zetten zij hun reis naar Philadelphia voort. Flashback: Aaron is net voor de black-out een succesvol zakenman in de IT en is gelukkig getrouwd met een knappe vrouw. Na de black-out ontmoet hij meerdere mensen waar hij mee verder reist, hij merkt dat hij zijn vrouw niet kan beschermen en besluit haar dan te verlaten. |            |                                          |                      |                                    | |                        |  |
| 7 | 7          | The Children's Crusade                   | Charles Beeson       | Matt Pitts                         | Colin Ford - Michael Josh Coxx - luitenant Slotnick Conor O'Farrell - dr. Bradley Jaffe                                                                                        | 5 november 2012        |  |
| Heden: Rachel wordt herenigd met haar zoon Danny, deze is zeer verbaasd dat zijn moeder nog leeft. Rachel krijgt gezelschap van een oude collega en vriend, dr. Bradley die ook gevangen is genomen door de militie. Dankzij de informatie van Rachel weet generaal Monroe dat dr. Bradley meer weet van de black-out, inclusief de verblijfplaats van zijn hanger. Charlie, Miles, Nora en Aaron ontmoeten een groep kinderen die zelf een gemeenschap hebben opgezet. Zij horen van de kinderen dat hun ouders acht jaar geleden vermoord zijn door de militie en dat zij nu zelf een bestaan hebben opgebouwd. Hun leider Peter is net meegenomen door een militiegroep en Charlie besluit hen te helpen met hem terug te halen. Zij willen dit alleen doen maar worden al snel ingehaald door een aantal kinderen die willen helpen, na een tocht komen zij uit bij een meer waar in het midden een schip ligt. Miles vertelt hun dat er op dat schip kinderen worden opgesloten en tot soldaten worden gemaakt. Ook vertelt hij dat het onmogelijk is om Peter daarvan te redden. Charlie heeft dan een idee: zij laat haar arresteren om zo op het schip te komen. Het lukt haar vervolgens om Peter te redden, maar niet voordat zij gebrandmerkt wordt met een teken van de Monroe-militie op haar pols. Miles en Nora arriveren ook op het schip om Charlie en Peter te helpen met vluchten. Michael, de broer van Peter, gaat ook mee, maar wordt dan gevangengenomen. Dit wordt gebruikt om de rest ook op te pakken. Aaron en de rest van de kinderen zijn achtergebleven en verstoppen zich in een oude vuurtoren. Dan licht ineens de hanger van Aaron op, die de vuurtoren in werking zet. Op het schip, waar de groep onder schot worden gehouden, wordt de lamp van de vuurtoren ook opgemerkt. Dankzij de chaos die vervolgens ontstaat kunnen ze ontsnappen. Miles eist daarop van Aaron uitleg over hoe de vuurtoren kon branden, Aaron is nu genoodzaakt om het geheim van de hanger prijs te geven aan de groep. Grace wordt momenteel vastgehouden door Randall. Flashback: Ben was vóór de black-out hoofd van een klein IT bedrijf waar ook zijn vrouw Rachel en Grace werkzaam was. Zij wilden een manier vinden om groene energie op te wekken. Tijdens het proefdraaien merkten zij dat hun uitvinding juist het andere uiterste deed, het veroorzaken van een lokale black-out. Ben demonstreert dit voor Randall, staatssecretaris van defensie, die hierin veel potentieel ziet en biedt Ben een contract aan voor deze uitvinding. Rachel is hier echter niet blij mee, omdat zij vermoedt dat dit gebruikt wordt als een wapen. Ben is echter gedwongen om dit aan te nemen omdat zijn bedrijf aan de rand van een faillissement staat. Rachel blijft echter bij haar standpunt. Zij is momenteel ook hoogzwanger, als zij hierbij complicaties krijgt biedt Randall haar medische zorg aan in ruil voor haar toestemming. |            |                                          |                      |                                    | |                        |  |
| 8 | 8          | Ties That Bind                           | Guy Bee              | David Rambo Melissa Glenn          | Alyssa Diaz - Mia Clayton Lacey Ellison - jonge Nora Ric Reitz - kolonel John Faber                                                                                            | 12 november 2012       |  |
| Als Charlie, Miles, Nora en Aaron een soldaat van de Monroe-militie omkopen om zo een brug over te kunnen steken ontdekken zij al snel dat dit een hinderlaag is. Dit is opgezet door Strausser, een vertrouweling van generaal Monroe. Het lukt hen te ontsnappen, Strausser heeft echter een troef achter de hand. Hij heeft de zus van Nora in gevangenschap en dreigt nu haar om te brengen als de groep zich niet overgeeft. De groep verzint een list om zo de zus te redden uit handen van Strausser. Dan ontdekt Nora dat haar zus een premiejager is voor de Monroe-militie en dat zij een afspraak heeft gemaakt met Strausser om Miles, Charlie en Aaron aan hem over te leveren. Nora kan haar vrienden uiteindelijk redden uit de handen van Strausser. Randall haalt Grace naar een ruimte waar op een scherm te zien is waar de twaalf hangers in Amerika zijn, zij zien dat een hanger in Philadelphia is, waarschijnlijk in handen van generaal Monroe. Flashback: Nora leeft met als tiener met haar jongere zus net na de black-out in Texas. Hun moeder is vermoord door de militie en zij vluchten naar het huis van hun vader in Galveston. Als zij daar arriveren vinden zij het huis van hun vader, alleen is die nergens te bekennen. Zij spreken daarop af elkaar nooit in de steek zullen laten. |            |                                          |                      |                                    | |                        |  |
| 9 | 9          | Kashmir                                  | Charles Beeson       | Jim Barnes                         | Reed Diamond - sergeant Wheatley Conor O'Farrell - dr. Bradley Jaffe Michael Harding - kolonel Starkey Nishi Munshi - Ashley                                                   | 19 november 2012       |  |
| Charlie, Miles, Nora en Charlie naderen Philadelphia, met hulp van een lokale rebellenclub sluipen ze de stad binnen via ondergrondse metrotunnels. In de metrotunnels trapt Charlie op een landmijn, Nora helpt mee om deze landmijn onschadelijk te maken. Later ontploft de landmijn toch en zorgt ervoor dat de tunnel instort, nu hebben ze geen terugweg meer. Als zij verder lopen merken zij al snel dat er nu ook geen verse lucht binnenkomt, door zuurstoftekort beginnen zij te hallucineren. Miles hallucineert dat hij oog in oog staat met generaal Monroe, als generaal Monroe hem vraagt om weer bij hem aan te sluiten slaat de twijfel bij Miles toe. Uiteindelijk vindt de groep een uitgang. Dan schiet een rebel zijn medestanders dood en bekent werkzaam te zijn als spion voor de Monroe militie. Hij houdt Miles onder schot en dirigeert hem naar buiten, Charlie, Aaron en Nora worden achter een gesloten deur vastgezet. De drie achtergeblevenen lukt het om de deur open te krijgen en Charlie kan de rebel doodschieten met haar kruisboog. Nu zij vrij zijn kunnen zij eindelijk Philadelphia binnen lopen. Rachel is bezig met een versterker te bouwen voor generaal Monroe, deze versterker kan het signaal versterken van een hanger zodat het bereik groter wordt en meer apparaten gaan werken. Generaal Monroe vertrouwt haar niet en laat dr. Jaffe, een voormalige collega van Rachel, er naar kijken. Hij verklaart dat Rachel een bom aan het maken is. Generaal Monroe wordt woedend op Rachel en wil dat zijn soldaten haar vermoorden. Als zij meegenomen wordt, pakt zij een schroevendraaier en steekt dr. Jaffe in zijn borst. Nu moet generaal Monroe haar laten leven, zodat zij weer aan de versterker kan werken. |            |                                          |                      |                                    | |                        |  |
| 10 | 10         | Nobody's Fault But Mine                  | Frederick E. O. Toye | Monica Owusu-Breen & Matt Pitts    | Mark Pellegrino - Jeremy Baker Glynn Turman - majoor David Kipling Perry Cox - jonge Miles Dalton Farmer - jonge Bass                                                          | 26 november 2012       |  |
| Heden: Nu Charlie, Miles, Nora en Aaron in Philadelphia zijn zoeken zij een schuilplaats, Miles neemt hen mee naar een oude vriend van hem en Monroe militielid. Miles gaat de stad in om uit te vinden waar Danny vastgehouden wordt, tijdens zijn afwezigheid wordt de rest opgepakt door de militie. Miles komt hierachter en gijzelt dan de vrouw van majoor Neville, dan eist hij van majoor Neville dat hij zijn vrienden loslaat. Majoor Neville brengt hem Nora en Aaron en vertelt hem waar hij Charlie en Danny kan vinden, een oude energiecentrale aan de rand van de stad. Charlie ziet in de gevangenis haar dood gewaande moeder Rachel en haar broer Danny terug. Rachel is dan eindelijk klaar met de versterker, als bewaker Strausser komt kijken wordt hij handtastelijk bij haar. Zij kan niet meer tegen zijn handelen en slaat hem dood met een hamer. Nadat Miles en Nora de rest hebben gevonden komt Miles oog in oog te staan met generaal Monroe, Miles draagt de rest op verder te gaan. Generaal Monroe vergeeft Miles zijn daden en vraagt hem zich weer bij de militie te voegen. Miles slaat dit resoluut af en zij beginnen een gevecht op leven en dood. Als er soldaten arriveren die meteen beginnen te schieten, lukt het Miles te ontsnappen door een openstaand raam. Op weg naar buiten komen zij uit bij een muur en kunnen dan door een gat in de muur die ontstaan is door een bom die Aaron aangestoken heeft. Buiten in een weiland horen zij ineens een onheilspellend geluid. Later zien zij een gevechtshelikopter boven de muur uitkomen die nu kan vliegen dankzij de versterker die Rachel heeft gemaakt. Als de piloot hen ziet richt hij de gevechtshelikopter op hen en laat de loop van de mitrailleur rollen. Flashback: Eerste: Vijf jaar na de black-out vechten Miles en Bass in een gevecht, Miles is gewond en vraagt Bass te vertrekken om hun soldaten te leiden. Bass weigert echter te vertrekken en zegt bij hem te blijven. Tweede: Twee jaar voor de black-out vindt Miles Bass dronken bij pas gedolven graven. Hij is depressief over het feit dat in deze graven zijn ouders en zusje liggen. Miles kan hem overhalen om geen zelfmoord te plegen en ze belooft hem altijd voor hem klaar te zullen staan. |            |                                          |                      |                                    | |                        |  |
| 11 | 11         | The Stand                                | Steve Boyum          | Anne Cofell Saunders Paul Grellong | Leland Orser - John Sanborn James Shanklin - mr. Austin Patrick St. Esprit - Wayne Ramsey Derek Webster - Nicholas                                                             | 25 maart 2013          |  |
| Heden: Miles neemt de groep mee naar een verlaten restaurant, om zo te vluchten voor de aankomende helikopter. De helikopter vuurt raketten af wat het restaurant helemaal verwoest, de groep overleeft deze aanval nadat zij een schuilplaats vonden in een koelcel. Zij hebben een discussie over wat nu te doen, zij besluiten om de rebellen te waarschuwen voor de helikopters en tevens bieden zij hun hulp aan in de strijd tegen generaal Monroe. Miles en Rachel zoeken een oude bekende op van Rachel, John Sanborn, die in bezit is van een raketwerper. Terwijl zij op weg zijn naar John, vertelt hij aan Rachel dat hij de militie nooit had verlaten als hij wist dat zij nog leefde. Als zij bij John aankomen, vertelt hij hun dat Randall Grace gevangen heeft. Dan houdt hij Miles en Rachel onder schot en bindt hen vast. John vertelt dat hij dit in opdracht doet van Randall die hem onder druk heeft gezet, dan geeft hij aan Randall door dat hij ze gevangen heeft. Miles kan dan ontsnappen en schakelt John uit, dan bevrijdt hij Rachel en gaan dan met de raketwerper terug naar de rebellen. Charlie, Nora, Aaron en Danny komen bij de rebellenkamp aan en waarschuwen hen voor de aankomende helikopters. Hun frustratie is groot als blijkt dat de rebellenleider de moed op wil geven. De groep haalt hem over met de belofte dat Miles eraan komt met een raketwerper die de helikopters uit kan schakelen. De rebellenkamp wordt bekeken door majoor Neville en zijn zoon Jason. Jason maakt dan duidelijk dat hij niet achter de werkwijze van generaal Monroe staat. Dan ziet hij ineens Charlie door de verrekijker, en vertelt dan zijn vader dat hij weigert mee te werken aan de aanval op de rebellenkamp. Dit schiet bij majoor Neville in het verkeerde keelgat en hij slaat hem neer en vertelt hem dat hij nooit meer thuis hoeft te komen. Majoor Neville gaat dan terug naar generaal Monroe en adviseert hem om een luchtaanval uit te voeren op de rebellenkamp, ook vertelt hij hem dat zijn zoon dood is. Jason zoekt Charlie op en waarschuwt haar voor de aankomende aanval. Zij is hem hiervoor dankbaar, maar zegt hem ook dat hij niet met haar mee kan. Dan arriveren de helikopters bij de rebellenkamp en zaaien dood en verderf onder de rebellen, waarop Miles en Rachel arriveren met de raket. Miles richt de raket op een helikopter maar wordt dan omver geblazen door een raketinslag, Danny ziet dit gebeuren, hij pakt de raketwerper op en schiet een helikopter met een versterker uit de lucht. Doordat de versterker nu ook niet meer werkt valt de andere helikopter ook uit, terwijl deze omlaag valt vuurt hij nog wel kogels af. Deze kogels raken onder anderen Danny, die in zijn borst wordt getroffen en overlijdt. Als Danny later in een verlaten ruimte ligt, maakt Rachel een snee in zijn zij en haalt een buisje met een flikkerend ledlampje uit Danny's lichaam. Grace leeft nog steeds in gevangenschap bij Randall. Zij heeft opdracht gekregen van Randall om de liften te repareren. Dit omdat Randall naar niveau 12 wil in het gebouw waar zij nu verblijven. Later neemt Randall John mee naar Philadelphia in een auto die zij aan de praat hebben gekregen en bieden hun hulp aan bij generaal Monroe. Flashback: Rachel is bij haar doodzieke zoon Danny, zij belooft hem bij hem te blijven terwijl hij een experimentele behandeling ondergaat. Later zegt zij tegen haar man Ben dat zij twijfels heeft over deze behandeling. Ben herinnert haar eraan dat dit de laatste kans is op genezing. |            |                                          |                      |                                    | |                        |  |
| 12 | 12         | Ghosts                                   | Miguel Sapochnik     | David Rambo Melissa Glenn          | Leland Orser - John Sanborn Patrick St. Esprit - Wayne Ramsey Glenn Morshower - Dan Jenkins Nestor Serrano - Joseph Deckert Malik Yoba - Jim Hudson                            | 1 april 2013           |  |
| Heden: Na de tragedie met Danny besluiten Miles en Nora oude vrienden uit de militie op te zoeken die hen kunnen helpen met de organisatie bij de rebellen. Als eerste gaan zij naar Jim Hudson, volgens Miles is hij de belangrijkste kandidaat om rebellen te trainen. Miles en Nora naderen de plaats waar Jim zich bevindt, zij weten alleen niet dat iemand ze gezien heeft en dit heeft gedeeld met een moordcommando van de Monroe militie. Zij vinden Jim in een klein dorpje, waar hij leeft onder een valse naam en als bibliothecaris werkt in de plaatselijke bibliotheek. Hij is niet blij als hij Miles en Nora ziet en eist dat zij meteen rechtsomkeert maken. Dan arriveert het moordcommando in het dorp, met hulp van Miles en Nora lukt het Jim om hen te verslaan. De commandant van het moordcommando kan nog net ontsnappen en gaat naar de vrouw van Jim. Als hij haar wil aanvallen wordt hij ineens van achteren neergestoken door Jim, die hem dan vermoordt. Zijn vrouw is ontsteld als hij achter het geheime leven komt van Jim en wil niets meer met hem te maken hebben. Jim neemt het Miles kwalijk dat hij zijn leven weer verwoest heeft, dan vertelt hij dat hij met hen meegaat nu zijn vrouw niets meer met hem te maken wil hebben. Ondertussen gaan Rachel, Charlie en Aaron naar de basis van de rebellen, die zitten in een oud ziekenhuis. De spanning tussen Rachel en Charlie is te snijden na de dood van Danny. Charlie reageert ijskoud tegen haar moeder. Randall bekent tegenover generaal Monroe dat hij altijd kan zien waar de hangers zich bevinden door ze tijdelijk te activeren. Generaal Monroe beseft dat Randall een goede hulp kan zijn en spreekt met hem een samenwerkingsverband af. Rachel ziet dan dat de hangers geactiveerd worden en beseft dan meteen dat Randall dit doet om hun locatie te zien. Zij gooit de hangers in een bak met zoutzuur om ze zo uit te schakelen. Randall heeft toch de locatie van de rebellen kunnen achterhalen en gaat met een aantal soldaten ernaartoe. De rebellen kunnen ontsnappen, maar Charlie, Rachel en Aaron zitten in de val, Rachel onthult dan aan hen dat Randall haar baas was in de tijd dat zij werkte bij de United States Department of Defense. Als zij zich met zijn drieën verstopt hebben in een kantoorruimte, horen ze de stem van Randall door een megafoon. Hij wil dat Rachel met hem meegaat omdat hij haar wetenschappelijke inbreng goed kan gebruiken. Rachel wordt daarop opgepakt door Randall, die haar verklaart dat het zijn intentie is om de energie terug te brengen. Maar dit mag alleen worden gedaan door een paar selecte mensen, om niet dezelfde fouten te maken als in het verleden. Dan wordt Rachel ineens bevrijd door Charlie, waarna Randall weer met lege handen staat. Later eist Aaron aan Rachel de waarheid te vertellen over de hangers. Zij gaat uiteindelijk akkoord en begint haar verhaal met een plaats genaamd de toren. Flashback: Een jaar voor de black-out wordt er bij het huis van Randall aangebeld, het is een marineofficier die hem komt vertellen dat zijn zoon is gesneuveld in Afghanistan. Een maand voor de black-out wil Randall koste wat kost het programma activeren voor het gevecht met de taliban, ondanks de protesten van Ben en Rachel. De nacht voor de black-out geeft Randall de order om de toren te activeren. |            |                                          |                      |                                    | |                        |  |
| 13 | 13         | The Song Remains the Same                | John F. Showalter    | Monica Owusu-Breen Matt Pitts      | Derek Webster - Nicholas Malik Yoba - Jim Hudson Wayne Dalglish - jonge chauffeur                                                                                              | 8 april 2013           |  |
| Rachel vervolgt haar verhaal over het ontstaan van de black-out aan Aaron. De black-out werd veroorzaakt door duizenden miljoenen microscopische geprogrammeerde nanorobots die maar twee commando's kennen, namelijk energie absorberen of zelfrepliceren. Rachel weet echter niet hoe de nanorobots de black-out hebben veroorzaakt, wel vertelt zij aan Aaron dat de nanorobots vanuit de toren uitgezet kunnen worden die in Colorado staat. Majoor Neville beseft dat hij er niet goed voor staat in aanzien bij Randall en generaal Monroe, hij wordt op pad gestuurd met een konvooi om iets op te halen voor generaal Monroe. Onderweg rijdt het konvooi in een hinderlaag die opgezet is door de rebellen, majoor Neville wordt dan gevangengenomen door de rebellen. Rachel ziet majoor Neville binnengeleid worden en zit vol wraak tegen hem voor de dood van haar man Ben en zoon Danny, Charlie heeft alle moeite om haar tegen te houden tegen majoor Neville. De zoon van majoor Neville heeft zich gevoegd bij de rebellen en zoekt zijn vader op, in een gesprek geeft zijn vader de locatie prijs waar hij op naar weg was. Majoor Neville ziet kans om te ontsnappen door het doden van twee rebellen en vlucht naar Philadelphia om daar zijn vrouw op te halen, hij vlucht met haar omdat hij vermoedt dat generaal Monroe achter hen aan zal komen voor wraak voor de mislukte opdracht. De rebellen gaan naar de locatie die majoor Neville had prijsgegeven en zien daar dat generaal Monroe een atoombom in bezit heeft. Charlie is bij dat haar relatie met haar moeder weer de goede kant op gaat. Ze is echter ontsteld als ze hoort dat zij met Aaron naar Colorado gaan om de toren op te zoeken. |            |                                          |                      |                                    | |                        |  |
| 14 | 14         | The Night the Lights Went Out in Georgia | Nick Copus           | Paul Grellong                      | Kate Burton - dr. Jane Warren Dayo Okeniyi - Alec Penner Avis-Marie Barnes - Beth Kyle Russell Clements - Reed Craig Leydecker - Ryan                                          | 22 april 2012          |  |
| Heden: Generaal Monroe wordt zeer paranoïde als hij verneemt dat majoor Neville en zijn vrouw van de aardbodem zijn verdwenen. Nog erger wordt het als hij ook hoort dat hun zoon nog leeft en bij de rebellen zit. Generaal Monroe heeft ook besloten om de atoombom naar de Georgiafederatie te sturen voor een ultimatum. Hij heeft de voormalige leerling van Miles, Alec, de opdracht gegeven om de atoombom in Atlanta, de hoofdstad van de Georgiafederatie, te smokkelen. Miles en Charlie horen van dit plan en besluiten om de achtervolging in te zetten op Alec. Charlie en Alec raken in een gevecht, zij hoort van Alec dat zij aan Miles moet vragen wat hij in het verleden met Rachel heeft gedaan. In Atlanta verschijnen dan ineens helikopters van generaal Monroe die pamfletten uitstrooit met daarop de eis dat de regering van Georgiafederatie zich onvoorwaardelijk overgeeft, zo niet dan ontploft er een atoombom in hun stad. Miles wordt daarop gearresteerd door de plaatselijke politie, het wordt dan al snel duidelijk dat hij een persoonlijke relatie heeft met presidente Kelly Foster van de Georgiafederatie. Zij laat hem vrij, zodat hij op zoek kan gaan naar Alec. Miles vindt Alec net op tijd voordat hij de atoombom kan ontsteken. Als de atoombom is ontmanteld, vraagt Rachel aan Miles wat er gebeurd is tussen hem en haar moeder. Hij antwoordt dat hij iedereen pijn doet die dicht bij hem komt. Presidente Foster verklaart nu de oorlog aan generaal Monroe. Zij biedt Miles de leiding aan een leger van 200 soldaten uit de Georgiafederatie die de rebellen moeten helpen voor hun strijd. Rachel en Aaron zijn onderweg naar Colorado, onderweg gaan zij langs de voormalige collega dr. Jane Warren van Rachel. Zij bekent aan Rachel dat de nanorobots Danny in leven heeft gehouden en ook Beth, de partner van dr. Warren die aan kanker lijdt. Als Rachel haar plan wil doorzetten van het uitzetten van de toren zal Beth waarschijnlijk snel sterven, dit zorgt ervoor dat dr. Warren haar hiermee niet wil helpen. Beth hoort van deze tweestrijd en eist dan van dr. Warren dat zij wel haar hulp aanbiedt aan Rachel, dit om de mensheid te helpen. Dr. Warren geeft Rachel een boek met alle details over de toren wat zij moet gebruiken als zij daar arriveert. Flashback: Zeven jaar na de black-out geeft Miles aan zijn leerling Alec een mes die al generaties in zijn familie is. Hij vertelt erbij dat dit mes iedereen in zijn familie geluk heeft gebracht en hij dit nu aan hem wil geven. Negen jaar na de black-out laat Miles Alec vallen nadat hij heeft gefaald in het vermoorden van de leider van Texas, dit om zo een oorlog met Texas te ontkomen. |            |                                          |                      |                                    | |                        |  |
| 15 | 15         | Home                                     | Jon Cassar           | David Rambo                        | Mark Pellegrino - Jeremy Baker Annie Wersching - Emma Malik Yoba - Jim Hudson Fleet Cooper - Duane                                                                             | 29 april 2013          |  |
| Heden: Miles heeft nu de leiding over de rebellen, aangevuld met soldaten van het Georgiafederatie leger. Het lukt hem met zijn soldaten om grenssteden te veroveren van de Monroe republiek, dit trekt de aandacht van generaal Monroe die hier niet bepaald blij mee is. Generaal Monroe gaat met een aantal militiesoldaten met een helikopter naar zijn geboortestad waar hij en Miles opgroeide, hier laat hij al de bewoners opsluiten in een gebouw. Onder de bewoners zit ook Emma, de ex-verloofde van Miles en minnares van Monroe. Hij stuurt dan een koerier naar Miles met een ultimatum, als hij zich binnen 24 uur overgeeft bij hem spaart hij de bewoners en Emma. Als Miles dit hoort snelt hij zich naar het dorp, niet wetende dat hij gevolgd wordt door Charlie, Jim, Nora en een paar soldaten. In het dorp volgt een gevecht tussen Miles en Monroe, in het heetst van de strijd vertelt Emma aan Monroe dat zij een zoon heeft en dat Monroe de vader is. Monroe wil weten waar hun zoon verblijft, maar voordat zij dit kan vertellen sterft zij aan een geweerschot. Monroe, ook gewond aan een geweerschot, wordt dan tegen zijn zin door zijn manschappen weggehaald en vliegt dan weg met zijn helikopter. Presidente Foster van de Georgiafederatie beluit om een voormalige leider van de Monroemilitie naar Miles te sturen voor hulp. Het is een oude bekende van Miles en zijn groep, namelijk Tom Neville die overgelopen is. Rachel en Aaron steken de Mississippi over voor hun reis naar de toren in Colorado. Aangekomen in een plaats genaamd La Grange probeert Rachel het dagboek van dr. Warren te ontcijferen. Zij weigert de hulp van Aaron en draagt hem op om spullen in te slaan voor hun reis, teleurgesteld gaat hij naar de winkel. Als Aaron door de winkelstraat loopt krijgt hij een onverwachte verrassing te verwerken, hij ziet ineens zijn vrouw Priscilla staan die hij al sinds de black-out niet meer gezien heeft. Als hij op Priscilla afgaat merkt hij ineens dat zij verdwenen is, later gaat hij samen met Rachel op zoek naar haar. Dan vinden zij haar en Aaron stapt op haar af, zij geeft hem echter een koele ontvangst en vertelt hem dat zij opnieuw getrouwd is. Rachel vertelt hem om verder te gaan met zijn leven en haar te vergeten, Aaron vermoedt echter dat er iets aan de hand is met Priscilla. Later vindt hij haar vastgebonden terug in een wagen, hij overvalt haar ontvoerder met wie hij in een gevecht raakt, Priscilla slaat dan de ontvoerder neer met een ijzeren pijp. Priscilla vertelt hem dat de ontvoerder een premiejager is die haar terug naar de Monroe republiek wilde brengen, omdat zij daar gezocht werd wegens moord op een militiesoldaat. Tevens vertelt zij aan Aaron dat zij opnieuw getrouwd is en dat zij ook een dochter van elf jaar heeft, zij woont nu met haar gezin in Texas. Aaron draagt haar op om haar gezin op te zoeken en neemt afscheid van haar met de woorden dat hij altijd van haar zal blijven houden. Flashback: Miles, Bass en Emma vormen in hun tienerjaren een hechte vriendenclub. Net voordat de mannen uitgezonden worden voor hun militaire dienst hebben Bass en Emma een romantische nacht, dit terwijl Miles dronken op de bank ligt. |            |                                          |                      |                                    | |                        |  |
| 16 | 16         | The Love Boat                            | Charles Beeson       | Melissa Glenn                      | Jason Brooks - kapitein Richard Lewis Timothy Busfield - dr. Ethan Camp Michael Gladis - kapitein militieboot James Shanklin - mr. Austin                                      | 6 mei 2013             |  |
| Miles ziet tot zijn grote verbazing zijn nieuwe hulp, Tom Neville, en is niet bepaald blij met zijn komst. Tot zijn grote frustratie wordt hij verplicht door presidente Foster om met hem samen te gaan werken. Hun opdracht is om wetenschapper dr. Ethan Camp te ontvoeren uit een laboratorium in het Monroe republiek, daar werkt dr. Camp aan het maken van antrax als wapen voor generaal Monroe. Dr. Camp werkt hieraan omdat generaal Monroe zijn vrouw en dochter heeft gegijzeld. Charlie en Nora ontdekken na het bevrijden van dr. Camp dat de Georgiafederatie hem hetzelfde wil laten doen voor hen, dit ook door gijzeling van zijn gezin. Zij zijn woedend als Miles en Tom Neville hier aan mee werken, zij besluiten om hier een stokje voor te steken. Zij overvallen Miles en Tom en bevrijden dr. Camp en zijn gezin zodat zij samen kunnen vluchten. Dan worden zij ineens gestoord door militiesoldaten en worden door hen overmeesterd. Hun opluchting is groot als Miles zichzelf heeft bevrijd en helpt te bevrijden. Later zoekt Neville Miles woedend op vanwege zijn acties. Miles vertelt hem dat het zo beter is voor iedereen. Rachel en Aaron zijn nog steeds onderweg naar de toren in Colorado, zij trekken door een uitgestorven streek waar het voedsel schaars is. Om hun honger te stillen stelen zij voedsel van een familie, later zoekt de leider hen op en eist zijn voedsel terug door een geweer op hen te richten. Na het teruggeven wil de leider hen doodschieten als straf voor de diefstal, Rachel kan echter haar pistool trekken en de leider doodschieten. Aaron is geschokt door dit en wordt dan door Rachel opgedragen om snel te vluchten voordat de dood van de leider ontdekt wordt. Als zij samen door de velden rennen, komt Rachel tot vallen wat haar een gebroken been oplevert. Aaron helpt haar te vluchten in een auto, als zij tot rust zijn gekomen bekijken zij het been van haar en dit ziet er niet goed uit. Rachel eist van Aaron dat hij de reis alleen voorzet. Aaron weigert echter Rachel te verlaten en besluit te blijven om haar te verzorgen. Later laat Rachel aan Aaron het dagboek van dr. Warren zien en daarin ziet Aaron een krantenknipsel waar een verhaal instaat van hem. Dit verrast Aaron en hij vraagt zich af waarom dit in het dagboek zit over de toren. Grace krijgt het eindelijk voor elkaar om de lift in de toren in werking te krijgen, haar bewaker ketent haar vast met handboeien aan haar tafel en stapt de lift in om naar niveau 12 te gaan. Grace kan meekijken door middel van een camera en ziet dan dat de lift op niveau 7 ineens stopt. Voordat duidelijk wordt wat er gebeurt, valt het beeld weg en hoort zij een hoop gegil. Dan ontdekt Grace dat de lift weer terugkomt en is bang voor wat zij te zien krijgt, als de deur opengaat komt Grace oog in oog te staan met de moordenaar van de bewaker. |            |                                          |                      |                                    | |                        |  |
| 17 | 17         | The Longest Day                          | Steve Boyum          | Anne Cofell Saunders               | Rus Blackwell - Georgiaans soldaat Robert Neary - Lee Blackmore Mark Pellegrino - Jeremy Baker Christy Grantham - Jackie Blackmore                                             | 13 mei 2013            |  |
| Heden:De basiskamp van de rebellen en het Georgiafederatie leger wordt aangevallen door de republiek Monroe met behulp van gewapende drones. Dit zorgt ervoor dat hun manschappen van 300 terug gebracht wordt naar 30. Tijdens deze aanval raakt Jason zwaar gewond, maar hij wordt in veiligheid gebracht door zijn vader. Miles en Nora zetten de aanval op om zo Charlie te redden die gevangen zit onder gevallen puin. Na een hevig gevecht met de militie lukt het Miles uiteindelijk om Charlie te redden, Nora wordt echter gevangen door de militie en afgevoerd naar een bunker waar generaal Monroe haar opwacht. Miles is weer terug in Atlanta waar hij van presidente Foster te horen krijgt, dat als hij geen goede ideeën meer heeft, er geen andere keus is dan overgave. Tom Neville ziet tot zijn grote verbazing en woede dat zijn zoon, als hij hem op wil zoeken in het ziekenhuis, aan het kussen is met Charlie. Generaal Monroe wordt tijdens een wandeling beschoten door een onzichtbare schutter. Generaal Monroe verdenkt zijn vertrouweling Jeremy Baker van betrokkenheid en laat hem executeren, Jeremy vertelt hem nog dat de generaal lijdt aan waanideeën en paranoia. Later hoort hij dat de schutter opgepakt is en dat hij alleen gehandeld heeft. Generaal Monroe beseft nu dat hij Jeremy onterecht heeft laten executeren en dat Jeremy misschien gelijk heeft met zijn uitspraken. De reis van Rachel en Aaron is ernstig vertraagd door het gebroken been van Rachel. Rachel heeft echter een idee om haar te genezen, hij laat Aaron het apparaatje met de flikkerende ledlampje opnieuw programmeren om zo haar been te genezen. Zij legt aan Aaron uit dat dit apparaatje de eerste nanotechnologie bevat, en dat dit ook Danny heeft gered toen hij nog leefde. Als Aaron het geprogrammeerd heeft duwt hij dit apparaat in het been van Rachel, dan ziet hij verbaasd toe dat de genezing meteen inzet. Dit wordt echter waargenomen door een onbekende man die hen dan onder schot meeneemt naar zijn huis. Daar aangekomen zien zij dat zijn zoon zwaar gewond op de bank ligt, de man eist dat zij ook hun zoon beter maakt. Rachel zegt tegen hem dat zij dan wel spullen nodig heeft uit een elektrowinkel. Hij neemt Rachel en Aaron dan mee naar de winkel. Daar aangekomen schakelt Rachel hem uit door hem neer te slaan met een stok. Rachel vertelt aan Aaron dat zij koste wat kost naar de toren moet om zo de elektriciteit weer in te schakelen, dit om de vijanden van generaal Monroe de gelegenheid te geven om hem te verslaan. Tevens wil Rachel dit ook om persoonlijke wraak vanwege de dood van haar man en zoon. Flashback: Als Rachel zeven jaar na de black-out zich overgeeft bij generaal Miles doet zij dit om haar man en kinderen te beschermen tegen de militie. Zij laat Miles geloven dat zij de stroom weer aan kan zetten, dit om tijd te winnen voor het vluchten van haar gezin. Zij vertelt Miles dat zij grote spijt heeft van de affaire die zij in het verleden hebben gehad. Dit maakt hem woedend en hij dreigt haar te martelen om meer informatie uit haar te krijgen. |            |                                          |                      |                                    | |                        |  |
| 18 | 18         | Clue                                     | Helen Shaver         | Oanh Ly                            | Leland Orser - John Sanborn Rus Blackwell - McCready Patrick St. Esprit - Wayne Ramsey Ramon Fernandez - majoor Franklin Malik Yoba - Jim Hudson Glenn Morshower - Dan Jenkins | 15 oktober 2012        |  |
| Generaal Monroe ontvangt Nora vriendelijk in een mooi geklede zaal, hij vraagt haar vriendelijk de verblijfplaats van Miles. Als zij hier geen antwoord op geeft wordt de sfeer al snel grimmiger en dwingt hij onder dwang antwoord van haar. Na 21 dagen van martelingen slaat zij eindelijk door en vertelt zij alles wat zij weet, ook van de locatie van de toren. John Sanborn, die in het verleden Miles en Rachel verraadde, heeft meegeholpen met de martelingen. Nu helpt hij Nora te bevrijden uit de gevangenis en brengt haar naar Atlanta waar Miles ook verblijft. Hij drogeerde Nora zodat hij haar mee kon nemen, dit veroorzaakt wel hallucinaties en paranoiaverschijnselen. Tevens neemt hij ook een hanger mee van de militie voor de rebellen zodat zij deze kunnen gebruiken. Hij verklaart aan Miles dat hij dit gedaan heeft omdat hij Nora niet kon vermoorden en verantwoordelijk kan zijn voor meerdere doden. Miles zoekt Nora op en hoort van haar dat zij alles heeft verteld aan generaal Monroe, dit zorgt ervoor dat Miles besluit om naar de toren te gaan. Hij wil alleen gaan, maar krijgt dan hulp van Nora, Jason, Tom, Charlie, John en Jim die samen met hem met de helikopter richting de toren gaan. Onderweg willen zij brandstof bijtanken en landen op een verlaten vliegveld waar zij op zoek gaan naar brandstof. Dan ontdekken zij dat er een moordenaar rondt loopt die de piloot en een andere rebel vermoordt, door hun hals door te snijden in een X vorm. Eerst verdenken zij dat een lokale bewoner de moorden heeft gepleegd, al snel wordt duidelijk dat de moordenaar onder hen is. Het wantrouwen slaat al snel toe in de groep en Charlie meldt dan dat Jason in Atlanta een verhitte discussie had met een vreemde man, dit zorgt ervoor dat de verdenking al snel op hem valt. Dan vindt Jason een mes in zijn jaszak die voor de moorden is gebruikt, Jason vlucht dan weg van de groep met Miles in de achtervolging. John haalt hen in en vertelt Miles dat het mes die de moordenaar heeft gebruikt een stempel heeft van Annapolis, Miles herinnert zich dan dat Jim daar pas is geweest. Als Miles Jim hiermee confronteert bekent hij al snel dat hij de moorden heeft gepleegd, dit omdat de Monroe militie zijn vrouw in gijzeling heeft. Verder is hem ook opgedragen om iedereen van de groep te vermoorden. Miles wil hem overmeesteren en er volgt een gevecht, als Miles verslagen lijkt wordt Jim ineens in zijn rug geschoten door Jason. Generaal Monroe besluit dat hij Randall niet meer nodig heeft en geeft de opdracht hem dood te schieten, Randall geeft dan aan generaal Monroe het geheim prijs over de toren. Hij vertelt hem dat de toren meer kan dan alleen de stroom weer aan zetten, zoals wapens die generaal Monroe de absolute macht kan geven. Generaal Monroe besluit Randall gratie te geven en neemt hem mee met een aantal militiesoldaten naar de toren. Daar aangekomen wil Randall hem meenemen de toren in, als hij zijn code wil invoeren voor de elektrische deur, merkt hij al snel dat zijn code geblokkeerd is door de personen die nog in de toren zijn. Ondertussen naderen Rachel en Aaron ook de toren, zij ontdekken dan dat de militie hen voor zijn. Rachel ziet dat generaal Monroe ook daar is en besluit dan dat zij een zelfmoordaanslag op hem wil uitvoeren. Zij draagt Aaron op om, terwijl zij dit doet, de deur van de toren open te maken en naar binnen gaat voor het aanzetten van de stroom. Aaron krijgt het dagboek van Rachel met de gebruiksaanwijzing van de elektrische deur en de codes om hem open te maken. Rachel bemachtigt een soldatenpak dat zij aantrekt. Zij loopt nu de militiebasis op en loopt dan rechtstreeks naar de tent waar generaal Monroe is, waar zij binnenloopt met een handgranaat in haar hand. Als generaal Monroe haar ziet, is hij zeer verbaasd en ziet dan de handgranaat. Rachel wordt hierop onder schot gehouden door de bewakers. Hij probeert Rachel om te praten en ziet dan tot zijn schrik dat Rachel de pin uit de handgranaat trekt. |            |                                          |                      |                                    | |                        |  |
| 19 | 19         | Children of Men                          | Frederick E. O. Toye | David Rambo Jim Barnes             | Omid Abtahi - kapitein Riley Ramon Fernandez - majoor Franklin Glenn Morshower - Dan Jenkins Raheem Babalola - luitenant Baxter                                                | 27 mei 2013            |  |
| Heden: Rachel staat met een handgranaat op scherp in de tent van generaal Monroe. Dan wordt zij overmeesterd door een van de bewakers die de handgranaat naar buiten werpt waar het ontploft. Rachel wordt geboeid en generaal Monroe neemt haar mee naar de toren waar zij gedwongen wordt om de deur te openen. Aaron kijkt van een afstand toe en ziet door een verrekijker dat het plan van Rachel niet geslaagd is en dat zij beide nog leven. Rachel en Randall zijn verbaasd als blijkt dat Rachel wel toegang heeft tot de toren, als de deur open gaat gaan generaal Monroe, Rachel, Flynn en de militiesoldaten naar binnen. Zij worden gadegeslagen door een camera, aan de andere kant zitten mensen op een beeldscherm hen te volgen. Onder deze mensen bevindt zich Dan Jenkins, hij voerde de opdracht uit wat de black-out veroorzaakte. Dan geeft zijn mensen opdracht om de wapens op te pakken en de jacht te openen op generaal Monroe en zijn mensen. Vlak bij de toren landt Miles met zijn groep in zijn helikopter en zetten hun tocht te voet verder. Daar aangekomen ontmoeten zij Aaron die hen inlicht over wat er allemaal gebeurd is, hij vertelt ook dat hij een manier weet om de toren binnen te komen. Alleen moeten zij langs de militiesoldaten die de toren bewaken. Binnen in de toren laat Randall aan generaal Monroe de controlekamer zien waarmee de wereld bekeken kan worden door middel van satellieten, volgens Randall kan vanuit hier de wereld aangevallen worden. Maar hiervoor moeten zij wel naar niveau 12. Rachel is geschokt dat Randall dit allemaal vertelt aan generaal Monroe. Generaal Monroe is benieuwd en wil met zijn groep de lift naar niveau 12 nemen, dan stopt de lift ineens op niveau 11. De deur van de lift gaat open en de groep wil de lift uit stappen, terwijl de eerste uitstappen worden zij onder vuur genomen door onbekende mensen die beschikken over ultramoderne spoelgeweren. Al snel blijven alleen generaal Monroe en Rachel over en zij vluchten een kamer in. Dit blijkt echter de schuilkamer te zijn van de Amerikaanse vicepresident. Als generaal Monroe van zijn schrik is bekomen, eist hij van Rachel antwoorden over wie hen aanviel. Zij moet echter haar antwoord schuldig blijven. Ondertussen plaatst Tom en Jason een handgranaat bij de stroomvoorziening in het basiskamp en brengen het tot ontploffing. Tijdens de chaos die hierdoor ontstaat snellen Aaron, Miles, Nora en Charlie naar de deur van de toren en proberen het te openen. Zij worden al snel opgemerkt door de militiesoldaten die het vuur op hen openen. De groep beantwoordt al snel het vuur terwijl Aaron druk bezig is met het openen van de deur. De deur gaat dan open en de groep snelt naar binnen, Tom en Jason zitten echter klem tussen de deur en een groep soldaten. Miles besluit de deur te sluiten met Tom en Jason achterlatend bij de militiesoldaten. Tom en Jason worden overmeesterd door de militiesoldaten die hen opsluit in een tent. Het lukt hen uiteindelijk om een bewaker zover te krijgen om hen mee te helpen met de ontsnapping, en een revolutie tegen hun leider generaal Monroe. In de toren vertelt Rachel aan generaal Monroe dat zij hem verantwoordelijk houdt voor de dood van haar zoon, generaal Monroe biecht dan tegen haar op dat hij niet begrijpt hoe het allemaal zo uit de hand heeft kunnen lopen. Tevens vertelt hij tegen Rachel dat hij pas ontdekt heeft dat hij ook een zoon heeft en vraagt zich af hoe zijn zoon zal reageren als hij hoort dat hij zijn vader is. Miles, Charlie, Nora en Aaron zijn in een gevecht met de aanvallers verwikkeld geraakt. Generaal Monroe belooft Rachel haar dochter te zullen sparen, maar doet geen belofte over Miles. Tijdens de aanval raakt Charlie bekneld en staat oog in oog met haar aanvaller, dan wordt ineens de aanvaller uitgeschakeld door generaal Monroe. Dan gaat generaal Monroe op zoek naar Miles om hun strijd uit te gaan vechten. Rachel, Charlie en Aaron worden gescheiden van Miles en Nora en worden daarop gevangen door de aanvallers en afgevoerd naar hun verblijf. Daar aangekomen beseft Rachel ineens dat ze sommige mensen daar kent; het zijn allemaal oud-collega's die daar werkten toen de black-out ontstond. Onder deze mensen bevinden zich Grace en Dan, Dan pakt het dagboek af van Aaron en steekt het in brand. Dit doet ze om te voorkomen dat de stroom weer aangezet wordt, omdat volgens hen dan de wereld in brand kan vliegen. Flashback: Een week voor de black-out zien we Ben werken op zijn laptop voor Randall, hij krijgt een discussie met Rachel over het project. Rachel vertelt hem dat zij na het project een tijdje alleen wil zijn. Vier maanden na de black-out zien we Ben met behulp van een hanger werken aan een computer, hij typt een bericht in om te zien of er mensen reageren. Als Rachel bij hem komt vertelt zij aan hem dat zij schuldig zijn aan de black-out en dat er bloed aan hun handen kleeft. Ben vertelt haar dat zij sterk moet blijven voor hun kinderen. Ondertussen krijgt Ben antwoord op zijn computer, het is een bericht van Grace. |            |                                          |                      |                                    | |                        |  |
| 20 | 20         | The Dark Tower                           | Charles Beeson       | Eric Kripke                        | Omid Abtahi - kapitein Riley Ramon Fernandez - majoor Franklin Glenn Morshower - Dan Jenkins                                                                                   | 3 juni 2013            |  |
| Heden: Miles en generaal Monroe staan oog in oog en willen hun gevecht nu hier laten eindigen, op het moment dat zij elkaar willen aanvallen worden zij overvallen door de bewoners van de toren. Als Miles, generaal Monroe en Nora willen vluchten belanden zij in een ondergronds rivier, Nora kan zich vasthouden aan een betonnen rand maar Miles en generaal Monroe verdwijnen in de stroming. Miles en generaal Monroe belanden door een afvoerbuis in een groot meer en belanden aan de oever. Miles komt weer bij bewustzijn en ziet generaal Monroe over hem gebogen staan en hun gevecht gaat weer verder. Miles wil niet meer vechten en wil generaal Monroe verlaten, dan hoort Miles van hem dat alles wat hij gedaan heeft deed hij voor hem. Miles vertelt hem dan dat hij hem nooit heeft kunnen doden omdat hij hem als een broer ziet. Dan wordt generaal Monroe opgepakt door zijn eigen militiesoldaten, deze zijn nu tegen hem gekeerd door Tom Neville. Ondertussen ontdekt Aaron dat zijn computercode die hij vroeger voor de Massachusetts Institute of Technology heeft gemaakt verkocht is door dit instituut aan de United States Department of Defense, en deze code is gebruikt voor het besturingsprogramma van de toren. Deze ontdekking schokt Aaron en hij is hier niet blij mee. Miles bevrijdt generaal Monroe uit de handen van Tom, die een revolutie is gestart tegen hem. Hij draagt generaal Monroe op om te vluchten terwijl hij de toren weer ingaat op zoek naar Rachel en de rest. Charlie, Rachel en Aaron ontsnappen aan de bewoners van de tore en zoeken een weg naar niveau 12, onderweg komen zij Nora weer tegen. Nora helpt hen om een weg te vinden naar niveau 12, dan wordt zij getroffen door een schot van een spoelgeweer en raakt hierbij zwaar gewond. Charlie blijft bij haar terwijl Rachel en Aaron hun weg vervolgen naar niveau 12. Miles komt dan aan bij Nora en Charlie en ziet tot zijn ontzetting de verwondingen van Nora, hij wil haar naar de ziekenboeg brengen maar overlijdt dan in zijn armen. Rachel en Aaron bereiken niveau 12 maar komen dan oog in oog te staan met Tom, Jason en militiesoldaten, Tom heeft zichzelf uitgeroepen tot de nieuwe leider van de republiek. Tom eist de overgave van Rachel en Aaron en vertelt hen dat hij de stroom niet meer terug wil hebben. Net voordat zij opgepakt kunnen worden, komt Miles en Charlie hen helpen te ontsnappen. Als zij aankomen op niveau 12 gaar Aaron aan de slag op de computer en start het programma dat de black-out kan stoppen, dan zien zij dat de stroom wereldwijd weer terug is. In Atlanta ziet presidente Foster dat de stroom weer terug is en geeft meteen order tot een massale aanval op Philadelphia. In de toren verschijnt ineens Randall ten tonele op niveau 12, hij bekent aan Rachel, Miles en Charlie dat hij hier lang naar uit heeft gekeken naar de terugkeer van de stroom. Hij vindt echter niet dat iedereen recht op de terugkeer heeft van de stroom en heeft dan een verrassing voor hen: met een druk op een knop lanceert hij diverse ICBM's die hij naar Atlanta en Philadelphia stuurt. Dit omdat hij de oude VS wil herenigen zonder de rotte plekken. Hij citeert dan Abraham Lincoln: Een verdeeld huis zal nooit overeind blijven staan. Randall vertelt dat hij dit doet omdat hij een echte patriot is, na dit gezegd te hebben pakt hij zijn pistool en schiet zichzelf door het hoofd. Ergens anders zit een man in een woonkamer. Er komt iemand binnen die tegen hem zegt dat Randall de missie heeft uitgevoerd en zegt ook het is tijd om naar huis te gaan mr. President. Later zien we dat het huis op Guantanamo Bay staat, hier verbleef de president van de VS de laatste 15 jaar wachtend op de voltooiing van de missie van Randall. Flashback: Tien jaar na de black-out praten Miles en generaal Monroe in een restaurant, dan worden zij van hun stoel geblazen door een bomaanslag. Later laat generaal Monroe de bommenlegger samen met zijn vrouw en kinderen ombrengen als wraak op de aanslag. Dit is de reden van Miles dat hij afstand heeft genomen van generaal Monroe en zijn republiek. |            |                                          |                      |                                    | |                        |  |

### Seizoen 2 (2014)
| Nr. | Aflevering | Titel                       | Regisseur            | Schrijver                        | Selectie gastrollen | Originele uitzenddatum |  |
| --- | ---------- | --------------------------- | -------------------- | -------------------------------- | --- | ---------------------- |  |
| 21 | 1          | Born in the U.S.A.          | Steve Boyum          | Eric Kripke                      | Adam Beach - sheriff Mason Grey Patrick Heusinger - Adam Blake Hood - Jeff Matt Ross - Titus Andover                               | 25 september 2013      |  |
| Heden: Zes maanden na de lancering van de ICBM's op Atlanta en Philadelphia zitten Miles, Aaron en Rachel in Willoughby, een plaatsje in Texas. Zij kwamen na de gebeurtenissen in de toren hiernaartoe omdat dr. Gene Porter hier woont, hij is de vader van Rachel. Dr. Porter heeft Rachel geholpen met haar herstel na haar instorting door de laatste gebeurtenissen. Hier krijgen zij de bevestiging dat de ICBM's hun doel hebben getroffen en een groot gebied hebben verwoest, tevens zijn de legers van generaal Monroe en de Georgiafederatie vernietigd of verdreven. Dan wordt Willoughby omsingeld door een gewelddadige bende, deze vallen het dorp binnen waar zij een aantal vrouwen gijzelen. Miles en de sheriff zetten de achtervolging in en bevrijden de vrouwen, dan worden Miles en de sheriff gevangengenomen door de bende. De bende neemt hen mee naar hun hoofdkwartier en ze worden voor hun leider Titus Andover gebracht. Tijdens de aanval wordt Aaron schijnbaar vermoord door de bendeleden terwijl hij zijn vriendin wilde beschermen, hij sterft in de armen van Rachel. Ontsteld door verdriet waakt Rachel bij het lichaam van haar vriend. Dan ziet zij ineens dat Aaron na tweeënhalf uur zijn ogen opent en weer begint met ademen. Tom Neville en Jason wanhopig op zoek in een vluchtelingenkamp in Savannah naar Julia, hun vrouw en moeder. Dan zien zij een zeilschip aanvaren met daarop mensen die verklaren dat zij leden zijn van de Amerikaanse overheid, zij noemen nu zich patriotten. Secretaris Justine Allenford, een van de patriotten, geeft een toespraak waarin zij spreekt over de terugkeer van de Amerikaanse overheid en hun vraagt om zich bij hen aan te sluiten. Tom is wantrouwend over haar en gelooft dat de patriotten achter de aanval met de ICBM's zaten. Hij vertelt dit ook aan Jason en wil bij de patriotten binnen dringen om zo wraak op hen te nemen voor de dood van zijn vrouw Julia. Charlie is ondertussen in Plains Natie op zoek naar generaal Monroe. Zij vindt hem in een klein plaatsje waar hij deelneemt aan gevechten voor geld. Ze wil een aanslag op hem plegen, maar mist hem doordat twee mannen hem ontvoeren voordat zij hem kan raken. Flashback: Net na de gebeurtenissen in de toren gaan Miles, Aaron, Rachel en Charlie op zoek naar dr. Gene Porter, de vader van Rachel. Rachel zit duidelijk psychisch helemaal aan de grond en moet dan ook afscheid nemen van haar dochter Charlie, die de groep verlaat om op haar eigen benen te staan. |            |                             |                      |                                  | |                        |  |
| 22 | 2          | There Will Be Blood         | Phil Sgriccia        | Paul Grellong                    | Patrick Heusinger - Adam Richard T. Jones - Ken Dawson Matt Ross - Titus Andover Will Beinbrink - hulpsheriff Riley Martin         | 2 oktober 2013         |  |
| Heden: Aaron komt weer terug uit zijn dood, zijn hart heeft voor twee en half uur stilgestaan. Rachel en haar vader dr. Porter zijn ontzet als zij beseffen dat Aaron weer leeft. Aaron vermoedt dat de nanorobots verantwoordelijk zijn voor zijn terugkeer naar de levenden. Ondertussen worden Miles en de sheriff nog steeds gevangen gehouden door Titus Andover en zijn bendeleden. In het cellencomplex is een rode deur aanwezig waar gevangen door afgevoerd worden zonder terug te keren. De bewakers nemen bloed af bij de sheriff die zij controleren, schijnbaar is het bloed niet goed en schieten de sheriff daarop dood. Zij sturen het lijk van de sheriff terug naar Willoughby, de bewoners beseffen dan dat Miles gevangen wordt gehouden door de bende van Titus, Rachel wil dan een reddingsoperatie opzetten voor Miles. Tijdens haar zoektocht voor hulp ontdekt zij al snel dat niemand haar wil helpen, uiteindelijk vindt haar vader twee bewoners die haar willen helpen. Miles onderneemt ondertussen een ontsnappingspoging, hij wordt echter betrapt en weer gevangengenomen. Titus besluit hem te straffen door met een hamer op zijn hand te slaan, dit om hem gevangen te houden. Een belangrijk bendelid schrijft een boodschap op een vel, als hij een brandmerk op deze brief zet wordt het duidelijk dat dit bendelid een lid is van de patriotten. Miles wordt later uit zijn cel gehaald en door de rode deur geleid, daar achter is een kamer waar een zeer zieke vrouw op een bed ligt met Titus aan haar zij. De vrouw krijgt een bloedtransfusie van een dode man die langs haar ligt. In Willoughby onthult Aaron aan zijn vriendin Cynthia de waarheid over het ontstaan van de black-out. In Plains Natie wordt Charlie gevangengenomen door de ontvoerders van generaal Monroe, zij hoort van hen dat zij in opdracht van de Amerikaanse overheid handelen. Adam, de leider van de ontvoerders, vertelt aan Charlie dat de Amerikaanse overheid Monroe levend willen hebben. Zij laten Charlie vrij en nemen Monroe mee in hun wagen naar hun opdrachtgevers, onderweg weet Monroe echter te ontsnappen. Monroe raakt in een gevecht met zijn ontvoerders en weer er eentje te vermoorden, als hij in gevecht met Adam raakt krijgt Adam ineens hulp van Charlie. Zij kunnen echter niet voorkomen dat Monroe weet te ontsnappen met de wagen van de ontvoerders. In het vluchtelingenkamp in Savannah organiseert Tom Neville een aanslag op Allenford, maar terwijl een medestander de aanslag wil plegen schiet Tom hem dood. Dit om zo het vertrouwen te winnen van Allenford, zijn doel is om te infiltreren in de leiding van de Amerikaanse overheid. Zijn plan schijnt te slagen als hij door Allenford wordt uitgenodigd om de veiligheidsdienst te gaan leiden. Flashback: Tijdens de gebeurtenissen in de toren proberen Miles, Charlie, Rachel en Aaron de ICBM's te stoppen die onderweg zijn naar Atlanta en Philadelphia, hun plan faalt als de computer crasht. Dan stormen Tom Neville met zijn mannen de ruimte binnen om hen gevangen te nemen, valt het licht ineens uit en de ruimte begint te exploderen. |            |                             |                      |                                  | |                        |  |
| 23 | 3          | Love Story                  | Helen Shaver         | David Rambo                      | Patrick Heusinger - Adam Richard T. Jones - Ken Dawson Matt Ross - Titus Andover Will Beinbrink - hulpsheriff Riley Martin         | 9 oktober 2013         |  |
| Miles bevindt zich nu in de kamer achter de rode deur, daar hoort hij van Titus dat zijn vrouw nieuw bloed nodig heeft omdat zij suikerziekte heeft. Zijn vrouw Jessica kan alleen overleven met nieuw bloed wat Miles moet geven door middel van een bloedtransfusie. Terwijl Miles aangesloten wordt voor de transfusie verschijnt Rachel en dr. Porter ten tonele om Miles te bevrijden. Zij ontsnappen met Jessica en zetten koers naar Willoughby, Jessica nemen zij mee als onderpand. Eenmaal terug in Willoughby wordt het dorp al snel omsingeld door Titus en zijn bende, Titus eist zijn vrouw terug. Miles zegt hem het dorp met rust te laten anders zal Jessica het niet overleven. De rechterhand van Titus, die in het geheim werkt voor de patriotten, probeert Titus zijn plannen voor het aanvallen van het dorp uit zijn hoofd te praten. Titus wil echter hier niets van weten en besluit zijn plannen door te zetten. Rachel verzorgt Jessica in het dorp, Jessica smeekt haar om haar te laten sterven vanwege haar angst voor haar man. Miles spreekt met Titus af om alle bewoners een veilige aftocht te geven in ruil voor zijn vrouw en zichzelf. Titus gaat akkoord maar zendt dan toch een spion het dorp in om te zien hoe Jessica ervoor staat. De spion en Rachel ontdekken dan dat Jessica zelfmoord heeft gepleegd, dit om niet terug te hoeven keren naar haar man. Terwijl de laatste bewoners het dorp verlaten hoort Titus dat zijn vrouw is overleden en zet meteen de aanval in op de achterblijvers, waaronder Miles en Rachel. Miles, Rachel, Aaron en de achtergebleven bewoners leveren nu een gevecht op leven en dood met de bende, op het moment dat zij bijna verslagen zijn worden Miles, Rachel en Aaron gered door vreemde mannen met automatische wapens. Titus krijgt hier echter weinig van mee als hij treurt bij het lichaam van zijn vrouw, dan wordt hij ineens gesmoord door zijn rechterhand met een zak over zijn hoofd. Miles ziet dan dat de vreemde mannen deel uitmaken van het leger van de Amerikaanse overheid die in het dorp alle bendeleden doodschieten, daarna hijsen zij de Amerikaanse vlag op het dorpsplein om zo de controle in handen te krijgen. Rachel werd tijdens de gevechten in haar schouder geraakt door een kruisboog, zij wordt medisch bijgestaan door de mensen van het leger. In het vluchtelingenkamp van Savannah vertelt Tom Neville aan zijn zoon Jason dat zij nu werken voor de Amerikaanse overheid, dit om zo door te groeien naar de top waar zij wraak kunnen nemen op de dood van zijn vrouw. Als zij na een lange werkdag terugkeren in hun tent worden zij overmeesterd door enkele mannen die hun bewusteloos slaan. Als zij weer bij hun positieven komen ontdekken zij dat zij nu op een andere locatie zijn, daar worden zij ondervraagd door de patriotten. Daar vertelt de leider van de groep dat zij achter de ware identiteit zijn gekomen van Tom en Jason, Tom probeert nu de leider over te halen om hem vrij te laten. Dan worden zij ineens gestoord door Allenford, zij beseft dat Tom waardevol voor de patriotten kan zijn en laat hem vrij. Tom is hier blij mee en belooft zijn volledige medewerking, ook als hij beseft dat zijn zoon niet vrijgelaten wordt. Charlie en Adam vinden hun wagen terug in Plains Natie, dan worden zij ineens overvallen door Monroe die Adam bewusteloos slaat. Monroe vertelt aan Charlie dat hij pamfletten heeft gevonden van de Amerikaanse overheid met opsporingsberichten, een van de pamfletten bevat een opsporingsbericht van Rachel. Monroe wil nu met Charlie op zoek gaan naar Rachel en Miles om hen te helpen, Charlie weigert zijn aanbod en besluit alleen verder te gaan. |            |                             |                      |                                  | |                        |  |
| 24 | 4          | Patriot Games               | Charles Beeson       | Anne Cofell Saunders             | Richard T. Jones - Ken Dawson Matt Ross - Titus Andover Damon Carney - luitenant Vincent Cooke                                     | 16 oktober 2013        |  |
| Charlie zit in een bar in Pottsboro waar zij al snel in problemen komt met opdringerige mannen, zij krijgt dan hulp van Monroe die al deze mannen afslacht. Charlie kreeg bedwelmde drugs toegediend van de mannen en valt bewusteloos neer, zij wordt wakker in een open veld terwijl er een donderstorm over haar neerdaalt met Monroe langs haar. Hij verklaart aan Charlie dat hij haar gered heeft om zo haar vertrouwen te krijgen, later zetten zij samen koers naar Willoughby. Rachel wordt wakker in haar bed en gaat dan op zoek naar haar vader en Miles, zij ontdekt al snel dat Willoughby overgenomen is door de patriotten. Miles, Aaron en Rachel zijn zeer wantrouwend naar de rol van de patriotten en besluiten hen te gaan onderzoeken. Rachel breekt in bij een kantoor van de patriotten, zij wordt al snel betrapt en wordt afgevoerd. Aaron krijgt ineens flinke hoofdpijnen en valt flauw, terwijl hij op de grond ligt krijgt hij verontrustende dromen. Miles gaat op onderzoek uit in het complex waar Titus zijn hoofdkwartier hield, het complex is helemaal verlaten op Titus na die in zijn kantoor in zijn papieren aan het zoeken is. Als Titus Miles in het vizier krijgt richt hij zijn woede op hem, hij beschuldigd hem van alle ellende die hij de laatste tijd meegemaakt heeft. Nadat Titus hem ook beschuldigd van de dood van zijn vrouw raken zij samen in een gevecht, Miles kan een mes bemachtigen waarmee hij Titus doodsteekt. Rachel raakt in gesprek met Ken, een oude jeugdvriend, en vertelt hem alles over de black-out en wat haar rol hier in was. Ken nodigt haar uit in zijn wijnkelder, daar aangekomen ziet Rachel het symbool op een brief die de patriotten ook gebruiken. Zij probeert dan te ontsnappen, maar wordt al snel overmeesterd door Ken die haar vastketent. Rachel ziet dat Ken een gat aan het graven is en vermoedt dat dit haar graf wordt. Tijdens het graven vertelt Ken haar dat hij al zeven jaar actief is voor de patriotten. Zij weet echter los te komen uit haar boeien en kan dan Ken neersteken en begraaft hem in zijn gegraven gat. Miles gaat naar een treinstation waar hij wagons ziet vol met de oude bendeleden van Titus bewaakt door soldaten van de patriotten, Miles herkent een van de soldaten als de rechterhand van Titus. Miles wordt betrapt en probeert te vluchten, maar wordt dan onder schot gehouden door twee bewakers. Miles ziet dan dat de bewakers ineens zonder reden in brand vliegen. Dit wordt ook gezien door Aaron, die weer een droom heeft. Miles en Rachel discussiëren over alles wat er gebeurd is, Miles verklaart dan dat elke bezetting een verzet nodig heeft. In Savannah wordt Tom gekleineerd door een leider van de patriotten. Later merkt hij bij deze leider naaldsporen in zijn arm en beseft dan dat hij een junk is. Hij koopt dan een prostituee om die hem toegang geeft tot een kamer waar de leider zijn drugs neemt. Hij bindt de leider vast aan een bed en eist van hem een promotie en de locatie waar zijn zoon Jason is, als hij dit krijgt zal hij het drugsgebruik van hem geheimhouden. De leider gaat akkoord met de promotie maar kan Tom niet vertellen waar Jason is, dit maakt Tom boos en geeft hem een overdosis waar hij aan sterft. De dag erna wordt Tom gepromoveerd tot de nieuwe leider bij de patriotten, Allenford vertelt Tom dat de oude leider naar een andere kamp is overgeplaatst. |            |                             |                      |                                  | |                        |  |
| 25 | 5          | One Riot, One Ranger        | Frederick E. O. Toye | David Rambo Ben Edlund           | Jim Beaver - John Franklin Fry Adam Sinclair - Carl Barry Tubb - Malcolm Dove                                                      | 23 oktober 2013        |  |
| Heden: Miles en Rachel discussiëren in Willoughby over de dood van Ken, Aaron komt ineens binnen en confronteert Miles met het gebeuren bij het spoor. Aaron weet bijna zeker dat hij de twee soldaten in brand heeft gestoken, Rachel vermoedt met behulp van de nanorobots. Dan krijgt Willoughby bezoek van een aantal Texas Rangers, zij en de patriotten houden dan elkaar onder schot. Zij gaan dan toch met elkaar in gesprek, de Texas Rangers willen de patriotten niet in hun staat hebben en eisen dat zij vertrekken. De patriotten willen hen overtuigen dat zij niets kwaads in hun zin hebben en nodigen de Texas Rangers uit om het dorp te onderzoeken. Als de Texas Rangers op onderzoek uit gaan, ruimen de patriotten snel alle bewijzen op die hun ware plannen kunnen aantonen. Miles zoekt de leider van de Texas Rangers, Fry, op en wil hem overtuigen om de patriotten niet te geloven. Fry eist bewijzen van Miles voordat Texas een oorlog begint tegen de patriotten, als hij geen bewijzen krijgt te zien zal hij een vredesverklaring tekenen met de patriotten. Miles krijgt dan een verrassing te verwerken, hij staat ineens oog in oog met Charlie en Monroe, zij helpen Miles met het zoeken van bewijs voor Fry. Zij raken in een vuurgevecht verzeild met soldaten van de patriotten, het lukt hen de soldaten een voor een uit te schakelen, een houden zij levend als bewijs voor Fry. Zij nemen de soldaat mee naar de plek die Miles heeft uitgekozen als ontmoetingsplaats met Fry, terwijl zij daar wachten komen ineens Rachel en Aaron binnenlopen. Aaron kreeg een visioen van de ontmoetingsplaats en dat Monroe daar ook was. Rachel is helemaal over haar toeren dat Monroe daar is en wil hem doodschieten, Miles kan haar echter overhalen om dit uit haar hoofd te laten. Als Fry gearriveerd is brengt Miles hem naar de soldaat, dan ontdekt Miles dat de soldaat zelfmoord heeft gepleegd door cyanide in te nemen. Fry wil dan weer weggaan met de intentie om het vredesverdrag te gaan tekenen, dan wordt hij ineens doodgeschoten door Monroe. Monroe vertelt aan Miles dat hij dit gedaan heeft om de moord op Fry in de schoenen van de patriotten te schuiven, en zo een oorlog te laten beginnen tussen hen en Texas. In het vluchtelingenkamp in Savannah proberen talloze mensen een plaats te bemachtigen op een wagen. Tom vraagt aan Allenford wat er aan de hand is, zij vertelt hem dat deze mensen naar een nieuw en mooier kamp gaan. Tevens vertelt zij aan Tom dat zij naar Washington D.C. geroepen is en dat hij met haar mee moet voor haar beveiliging. Onderweg komen zij terecht in een hinderlaag waarbij Allenford gewond raakt. Tom en Allenford kunnen dan ontsnappen en als zij veilig zijn kijkt Tom naar de verwonding van haar. Dan hoort hij van haar waar de wagens in werkelijkheid heen gaan, zij brengen gezonde mensen naar heropvoedingskampen. Allenford heeft een brief geschreven naar haar bazen in Washington D.C. met haar afkeuring hierover, de hinderlaag was het antwoord. Tom wil haar verlaten om haar te laten sterven. Dan hoort hij van haar dat zijn zoon ook in zo'n kamp zit en dat zij weet waar precies. Flashback: Zes maanden geleden heeft Aaron een sollicitatiegesprek met Cynthia om een leraar te worden op haar school. Hoewel hij de papieren hiervoor heeft merkt zij op dat hij ongelukkig kijkt en dat hij de kinderen bang kan maken. Vijf maanden geleden werkt hij als leraar en krijgt van Cynthia een cadeau, net als zij samen lachen komt de man van Cynthia binnen lopen. Later loopt Aaron langs een auto waar een man en een vrouw seks hebben. Aaron loopt snel door en als hij teruggeroepen wordt door de man ziet hij dat hij de man is van Cynthia, hij heeft wel seks met een andere vrouw dan Cynthia. De man bedreigt hem om dit stil te houden voor Cynthia, als Aaron wegloopt breekt er ineens brand uit in de auto waarbij de man en vrouw omkomen. Na het gebeuren met de twee militairen beseft Aaron dat hij ook verantwoordelijk is voor de brand in de auto. |            |                             |                      |                                  | |                        |  |
| 26 | 6          | Dead Man Walking            | Steve Boyum          | Trey Callaway                    | Jim Beaver - John Franklin Fry Barry Tubb - Malcolm Dove Alanna Ubach - Bonnie Webster                                             | 30 oktober 2013        |  |
| Heden: Miles en Monroe leggen sporen neer zodat het lijkt dat de patriotten Texas Ranger Fry hebben vermoord en laten zijn lichaam in een rivier zakken. De overige Texas Rangers volgen het spoor naar de vermiste Fry en vinden een kogelhuls wat door de patriotten worden gebruikt, later vinden zij zijn lichaam in de rivier. Miles ziet dat Monroe het lichaam van een patriot naar buiten dragen, Monroe vertelt hem dat hij waardevolle informatie uit hem heeft gekregen voordat hij hem vermoorde. Later zit Monroe in een verlaten woning waar hij zich schuilhoudt, dan wordt er ineens een handgranaat binnen gegooid, als hij de woning uitvlucht staat hij oog in oog met een aantal patriotsoldaten die hem gevangennemen. In plaats van dat de Texas Rangers een oorlog beginnen met de patriotten sluiten zij een vriendschap en gaan samenwerken. Zij presenteren samen de gevangengenomen Monroe aan de dorpsbewoners en verklaren dat Monroe snel voor het gerecht wordt gebracht voor oorlogsmisdaden, bij een schuldigverklaring zal hij diezelfde avond ter dood worden gebracht. De toespraak wordt vastgelegd door meegereisde journalisten uit Texas. Bonnie Webster, een journaliste van het gezelschap uit Texas, ontmoet Aaron met wie zij een gesprek aangaat. Miles is van plan om Monroe te helpen ontsnappen en roept de hulp in van Charlie, als zij op het dak van de gevangenis zitten zien zij dat Monroe ineens overgeplaatst wordt naar de kluis van een bank. Miles vermoedt dat Rachel de patriotten heeft ingelicht over hun plannen en roept haar tot verantwoording, Rachel bekent dat zij dit gedaan heeft om zo zeker van te zijn dat Monroe zijn straf niet ontloopt. Rachel en Charlie krijgen dan een felle discussie over hun relatie, Rachel vertelt haar dat zij niet nog een kind wil verliezen en Charlie vertelt Rachel dat Monroe haar leven heeft gered. Monroe staat voor het gerecht en hoort dat hij schuldig is bevonden en die avond ter dood zal worden gebracht door een dodelijke injectie. Monroe geeft als laatste wens dat hij Miles wil spreken, Monroe vraagt Miles om zijn hand te schudden en zegt hem vaarwel. Monroe heeft nog een laatste verzoek aan Miles, hij wil dat Miles zijn zoon met Emma gaat zoeken. Miles vertelt hem dat hij allang op de hoogte was van het bestaan van zijn zoon en dat hij dit voor zijn veiligheid geheim heeft gehouden voor Monroe. Monroe wordt hier woedend om en wil niets meer te maken hebben met Miles. Die avond krijgt Monroe de dodelijke injectie die toegediend wordt door Rachel en dr. Porter, als hij gestorven is wordt hij begraven in een veld. Miles is gebroken van verdriet door de dood van zijn oude vriend en zet het op een drinken. Dr. Porter is in gesprek met de leider van de patriotten en krijgt te horen dat de leider blij is met zijn medewerken, maar dat hij zich zorgen maakt over Rachel en Miles. Dr. Porter waarschuwt hem om hen met rust te laten, zo niet zal hij maatregelen nemen. Als de rust weer wedergekeerd is in het dorp gaat Rachel naar het graf van Monroe en begint daar te graven. Tom en Allenford zijn op weg naar het heropvoedingskamp waar Jason, de zoon van Tom, gevangen wordt gehouden. Allenford wil dan stoppen met hun zoektocht, Tom eist van haar om verder te gaan totdat zij Jason hebben gevonden. Dan zien zij ineens een aantal lichamen liggen die helemaal verscheurt zijn, Allenford vermoedt dat zij gedood zijn door leerlingen van het heropvoedingskamp. Zij worden dan ineens beschoten door drie leerlingen en zij vluchten weg, Tom ziet ineens dat een van de leerlingen Jason is. Tom spreekt hem aan maar Jason geeft geen blijk van herkenning, Allenford vertelt hem dat de leerlingen gedrogeerd zijn met drugs en dat zij geen besef meer hebben van de werkelijkheid. Allenford vertelt aan Tom dat zij ook zo een zoon is kwijtgeraakt, ook vertelt zij dat haar man een hoge functie heeft bij de patriotten en dat hij Amerika voor zijn familie zal stellen. Tom en Allenford worden nog steeds opgejaagd door de leerlingen, het lukt Tom om twee leerlingen uit te schakelen en wil nu Jason overmeesteren. Als zij oog in oog staan zet Tom een pistool tegen het hoofd van Jason en wil dat hij zich overgeeft, Jason slaat dan ineens zijn vader neer en probeert hem te wurgen, Allenford is net op tijd bij hen en slaat Jason bewusteloos. Tom bindt Jason vast in een stoel en als hij bijkomt is hij nog steeds onder invloed is van de drugs en blijft agressief tegen zijn vader. Flashback: drie jaar na de black-out lopen Miles en Monroe door een tentenkamp, zij discussiëren over het stelen van voedsel uit een naburige kamp. Monroe loopt dan zijn tent binnen en begroet daar zijn vriendin Shelly die zwanger is. Later is Shelly aan het bevallen, dan slaat het noodlot toe en gaat het verkeerd met Shelly, Monroe smeekt aan Miles om handdoeken en water te halen. Als Miles terugkomt ziet hij Monroe staan die zeer emotioneel is, hij is zijn vriendin en kind kwijtgeraakt. Een tijd later loopt Miles de tent binnen van Monroe, Monroe viert met twee ander mannen dat zij succesvol een andere kamp hebben overvallen. Miles vraagt hem of er gewonden zijn gevallen. Monroe antwoordt dat er geen overlevenden zijn. Dit maakt duidelijk dat Monroe in negatieve zin is veranderd door het overlijden van zijn vriendin en ongeboren kind. |            |                             |                      |                                  | |                        |  |
| 27 | 7          | The Patriot Act             | Omar Madha           | Anne Cofell Saunders Matt Pitts  | Waleed Zuaiter - Martin Shaw | 6 november 2013        |  |
| Heden: Rachel graaft het graf van Monroe open, Monroe ontwaakt uit een diepe slaap die bezorgd werd door een zware slaapmedicijn die als executiemiddel werd toegediend. Rachel haalt Monroe uit zijn lijkkist en brengt hem naar een oude boerderij buiten het dorp waar hij kan herstellen. Wetenschappelijk adviseur van de patriotten dr. Horn arriveert in Willoughby, hij wil de laatste ontwikkelingen bestuderen met wat met Rachel en Aaron is gebeurd. Met behulp van dr. Porter ontdekt dr. Horn dat Aaron het middelpunt is van de laatste gebeurtenissen, waaronder de spontane ontbranding van de twee soldaten. Miles en de rest beseffen dat dr. Horn achter Aaron aanzit en weinig goeds in zijn bedoelingen met hem heeft, zij willen Aaron helpen met het ontsnappen uit het dorp. Aaron wil alleen ontsnappen als Cynthia met hem mee gaat, deze gaat uiteindelijk akkoord om mee te gaan. Dr. Porter wil hen helpen met de ontsnapping, hij wordt echter door de patriotten gedwongen om Aaron uit te leveren. Miles heeft echter wantrouwen tegenover dr. Porter en ziet dan dat dr. Porter de patriotten helpt, als Rachel dit hoort is zij diep teleurgesteld in haar vader. Als dr. Porter tevergeefs wacht op Aaron en Cynthia op de ontmoetingsplaats beseffen de patriotten dat hun plan is mislukt. Hierop besluiten de patriotten om het dorp hermetisch af te sluiten en een klopjacht te starten naar Aaron en Cynthia. De groep ontdekt een rioolbuis dat buiten het dorp uitkomt, zij leiden Aaron en Cynthia hierin voor hun ontsnapping. Als de twee aan het eind van de rioolbuis uitkomen worden zij geconfronteerd met patriotsoldaten die hun onder schot houden, op het moment dat zij alle hoop willen opgeven worden zij geholpen door Monroe. In het gevecht wordt Cynthia aangevallen door een soldaat, dit maakt Aaron zo woest dat hij de soldaat in brand steekt met behulp van nanorobots. Terwijl zij weglopen van de verbrande soldaten, merkt Aaron al snel dat Cynthia nu doodsbang voor hem is. Tom en Allenford zitten met Jason verscholen in een verlaten gebouw, later komt Jason weer bij zijn positieven. De drugs die zijn gedrag beïnvloeden raken langzaam uit zijn lichaam, Allenford blijft haar twijfels houden of Jason weer de oude aan het worden is. Als zij met zijn drieën weer op pad gaan lopen zij in een hinderlaag van patriotcadetten, eerst lijkt het erop dat Jason hen wil verraden maar in plaats hiervan schakelt hij de cadetten uit. Allenford wil nu met behulp van Tom en Jason haar zoon ook redden die ook een cadet is, maar dan wordt zij gedrogeerd door Tom. Als zij weer wakker wordt eist Tom van haar de verblijfplaats van haar man. Flashback: Net na de black-out is dr. Porter in een gevecht met de ziekte cholera, onder de slachtoffers bevindt zich ook zijn vrouw. Een lid van de patriotten biedt hem een medicijn aan in ruil voor zijn medewerking met de patriotten. Dr. Porter blijft medicijnen ontvangen voor levensbedreigende ziektes zolang hij meewerkt met de patriotten. Dit houdt ook in dat hij mee moet helpen met martelpraktijken. Dr. Porter krijgt steeds meer twijfels over zijn hulp aan de patriotten maar besluit toch te blijven helpen, voornamelijk om de medicijnen die talloze burgers in zijn dorp kunnen redden. |            |                             |                      |                                  | |                        |  |
| 28 | 8          | Come Blow Your Horn         | Charles Beeson       | Rockne S. O'Bannon               | Miami Johnson - Sentry Isaiah LaBorde - Knox                                                                                       | 13 november 2013       |  |
| Heden: Miles en Rachel ondervragen een gevangengenomen patriotsoldaat, tevens horen zij van Charlie dat de baas van de patriotten Miles en Aaron verantwoordelijk houdt voor een bomaanslag. Rachel vertelt aan Charlie dat de patriotten hen zal blijven opjagen zolang dr. Horn in leven blijft. Zij ontdekken door de gevangen soldaat de verblijfplaats van dr. Horn, en willen een aanslag op hem plegen door een gif in het gebouw te gooien. Ondertussen wachten Monroe, Aaron en Cynthia op Miles die naar hen zou komen. Cynthia vraagt aan Aaron of hij verantwoordelijk is voor de dood van haar man, hij geeft dit toe maar dat hij zijn acties niet onder controle had. Aaron barst in tranen uit en vraagt aan Cynthia om hem alleen te laten voor haar eigen veiligheid. Dan worden zij ineens ontdekt door patriotsoldaten die door dr. Horn gestuurd zijn, Monroe probeert hen af te slaan. De overmacht is te groot en Monroe kan alleen maar vluchten met Aaron en Cynthia achterlatend die door de soldaten opgepakt worden. Miles, Rachel en Charlie zijn bezig met hun aanval op het gebouw van dr. Horn, Miles blaast de aanval af als hij dr. Porter het gebouw zit binnengaan. Rachel wil hier niets van weten en besluit de aanval door te zetten. Miles ziet dan dat Aaron en Cynthia ook het gebouw binnen gebracht worden en snelt zich naar Rachel om haar tegen te houden, dit lukt hem net op tijd. In het gebouw wordt Aaron door dr. Horn gedrogeerd, Aaron smeekt hem Cynthia te laten gaan. Cynthia ziet dr. Porter en realiseert zich dat hij samenwerkt met de patriotten. Dr. Horn weigert om Cynthia te laten gaan, hij wil haar bewaren als garantie voor de medewerking van Aaron. Als Cynthia in een cel zit hoort zij door de muren het gegil van Aaron die gemarteld wordt door dr. Horn. Dr. Horn heeft een aantal snijwonden toegebracht bij Aaron en ziet tot zijn verbazing dat de wonden uit zichzelf meteen weer genezen. Miles, Rachel en Charlie hebben ondertussen dr. Porter gevangen en werpen hem aan een ondervraging. Hij vertelt hen dat hij de patriotten helpt omdat hij in het verleden veel medicijnen heeft gekregen van hen, hierdoor heeft hij vele mensen kunnen helpen in het dorp. Dan worden zij verrast met de komst van een peloton patriotsoldaten die hun overgave eist, dr. Porter houdt een mes tegen de keel van de peloton leider zodat de andere kunnen ontsnappen. De peloton leider kan dr. Porter ontwapenen en neemt hem gevangen. Dr. Horn haalt Cynthia terug naar de kamer waar Aaron is, hij wil weten of hij ook haar kan genezen als hij haar verwondt. Cynthia wordt neergestoken met een mes, dit maakt Aaron zo woedend dat er een enorme vuurbal ontstaat in de kamer. In North Carolina loopt Tom een patriottenbasis binnen om commandant Roger Allenford te spreken. Hij kan de commandant overtuigen dat hij zijn vrouw in gevangenschap heeft, dit door haar trouwring te tonen. Tevens kan Tom hem overtuigen dat zij een gevaar is voor de patriotten. Tom vertelt aan de commandant dat hij, als hij zijn vrouw voor het gerecht brengt, in aanzien zal stijgen bij de patriotten. Verder kan Tom hem ook overtuigen dat het inleveren van zijn vrouw zijn zoon en zijn verdere carrière kan beschermen. Als zij aankomen waar zijn vrouw gevangen wordt gehouden vraagt zij aan haar man om Tom en Jason te doden, zegt haar man dat dit niet te doen en schiet zijn vrouw dood. Flashback: Achttien jaar voor de black-out, toen dr. Horn nog een tiener was, ligt zijn moeder op sterven. Zijn vader wil zijn moeder beter maken door veel te bidden in plaats van medicijnen te geven. Dr. Horn stelt aan zijn vader voor om toch een dokter in te schakelen, dit wijst de vader resoluut af. Dr. Horn kan dan toch aan medicijnen geven en geeft dit aan zijn moeder, deze komt toch te overlijden. Zijn vader ontdekt wat hij gedaan heeft en geeft hem de schuld van haar overlijden. |            |                             |                      |                                  | |                        |  |
| 29 | 9          | Everyone Says I Love You    | Steve Boyum          | Trey Callaway Paul Grellong      | Aidan Sussman - jongen Waleed Zuaiter - Martin Shaw Mickey Cassidy - patriotsoldaat                                                | 20 november 2013       |  |
| Heden: Miles, Rachel en Charlie gaan naar het gebouw waar Aaron wordt vastgehouden om hem te redden, daar aangekomen zien zij dat alle soldaten bewusteloos op de grond liggen. In het gebouw zien zij dat Aaron en Cynthia verdwenen zijn, zij volgen hun vluchtweg en komen uit bij een gat in de muur die naar buiten het dorp leidt en komen uit in een open veld gehuld in een dichte mist. Zij merken al snel dat zij niet de enigen zijn die op zoek zijn naar Aaron en Cynthia, de patriotsoldaten zijn hen ook druk aan het zoeken. In een schoolgebouw wordt Aaron wakker langs Cynthia, levend en genezen van haar verwondingen. Hij ziet dan een jongen die verklaart in het schoolgebouw te leven en de jongen zegt tegen Aaron dat hij uit Spring City Oklahoma komt waar de nanorobots zijn ontstaan, dit komt raar over bij Aaron die nog nooit van deze plaats heeft gehoord. Cynthia wordt ook wakker en die ziet de jongen niet, Aaron beseft al snel dat hij de jongen alleen kan zien en dat hij een verschijning is door nanorobots. De jongen vertelt aan Aaron dat de nanorobots hem wil helpen omdat hij hen tot leven heeft gewekt. Miles. Rachel, Charlie en de patriotsoldaten komen dan tegelijk aan in het schoolgebouw en willen allemaal als eerste Aaron vinden. Miles heeft de laatste tijd steeds meer last van een bloedinfectie in zijn arm. Hij bekent aan Rachel dat hij altijd van haar heeft gehouden, na dit gezegd te hebben valt hij bewusteloos neer. Dr. Horn komt hierop oog in oog te staan met Aaron en houdt hem onder schot. Hij schiet Cynthia daarop in haar buik. Aaron ziet dan de jongen weer en eist van hem dat hij alle patriotten doodt, uit wraak. De jongen doet dit en vraagt dan verbaasd aan Aaron waarom hij Cynthia niet moest redden. De jongen is hier zo verbaasd over dat hij verdwijnt, Aaron en Cynthia dood achterlatend. Tom, Jason en commandant Allenford zitten in een trein die naar het Witte Huis in Washington D.C. gaat. Dan ziet Tom ineens zijn dood gewaande vrouw ook in de trein zitten, hij hoort van haar dat zij opnieuw getrouwd is. Na hun weerzien romantisch gevierd te hebben plannen zij samen hun politieke ambities. Flashback: Zes jaar voor de black-out nemen Rachel en Miles afscheid van elkaar op een vliegveld. Rachel vertelt aan Miles dat zij haar man wil verlaten voor hem, Miles slaat dit af omdat zij met zijn broer is getrouwd. Rachel zegt hem dat zij van hem houdt, maar Miles zegt dat hij niet van haar houdt. Miles biedt zijn excuses aan haar aan en laat haar alleen in de vertrekhal achter, Rachel ontgoocheld achterlatend. |            |                             |                      |                                  | |                        |  |
| 30 | 10         | The Three Amigos            | Charles Beeson       | David Rambo                      | Waleed Zuaiter - Martin Shaw Jack Scalia - Bill Harlow                                                                             | 8 januari 2014         |  |
| Nadat de groep weer herenigd is gaan Charlie en Monroe dr. Porter bevrijden die gevangen wordt gehouden door de patriotten. Aangekomen bij de verlaten boerderij waar zij zich schuilouden helpt dr. Porter Miles met zijn bloedinfectie. De volgende dag staat Aaron bij het graf van Cynthia en vraagt zich af waarom de nanorobots hem vertelde om naar Spring City in Oklahoma te gaan. Aaron besluit de groep te verlaten om te zien wat er zo belangrijk is in Spring City, hij schrijft een afscheidsbrief en sluipt weg. Charlie en dr. Porter ontdekken de volgende morgen het briefje en zetten meteen een zoektocht op naar Aaron. Tijdens hun zoektocht ziet dr. Porter twee wagens Willoughby binnenrijden met een mysterieuze lading. Het lukt hen later een wagen te overmeesteren en ontdekken dan wat de mysterieuze lading is, het bestaat uit een lading sinaasappels. De sinaasappels die eerder Willoughby zijn binnengebracht worden door de patriotten uitgedeeld aan de bewoners, dit voordat zij geïnjecteerd zijn met een onbekend goedje. Ondertussen wordt Miles weer wakker en Monroe vraagt hem te vertellen waar hij zijn zoon kan vinden. Miles vertelt hem dat hij en Rachel samen met Monroe op zoek gaan naar zijn zoon, onderweg vertelt Miles aan hem dat hij Connor heet en dat hij in Mexico woont. Aangekomen in Mexico vinden zij Connor in een stadje waar een kartel de dienst uitmaakt, Connor heeft een leidende rol in dit kartel. Als Connor de drie ziet herkent hij Miles en vraagt hem wat zij komen doen, Monroe vertelt hem dat hij zijn vader is en dit komt als een schok bij Connor. Connor is helemaal verbaasd als hij hoort van Monroe dat hij Sebastian Monroe is. Hij verzoekt Monroe te vertrekken en hem met rust te laten. In de nacht gaat Monroe toch weer terug naar het stadje om zijn zoon te spreken, daar wordt hij overmeesterd door leden van het kartel. Als Rachel en Miles later Monroe gaan zoeken ontdekken zij al snel dat hij meegenomen is door het kartel. Aaron komt aan in een uitgestorven Spring City en loopt roepend rond, hopend op een reactie. Zijn verbazing is groot als hij ineens een antwoord krijgt, en nog groter als hij ziet dat hij een antwoord heeft gekregen van Grace Beaumont. Tom, Jason, Julia en de patriotten, inclusief commandant Roger Allenford, arriveren bij het Witte Huis waar zij welkom worden geheten met een feestje. Victor Doyle, de nieuwe man van Julia, is hoogstaand lid van de patriotten en krijgt waarschijnlijk een promotie. Tom en Julia plannen een moordaanslag op de concurrent van Victor, Bill Harlow, om zo zeker van te zijn dat Victor gepromoveerd wordt. Als dit lukt, wil Julia ervoor zorgen dat Victor Tom een grote promotie geeft. Tom sluipt de kamer binnen van Victor waar hij hem onder dwang een gif in zijn mond gooit, dit zorgt ervoor dat zijn dood lijkt op een hartaanval. |            |                             |                      |                                  | |                        |  |
| 31 | 11         | Mis Dos Padres              | Michael Offer        | Rockne S. O'Bannon Ben Edlund    | Joaquim de Almeida - Luis Nunez Lee Burns - agent Gilette                                                                          | 15 januari 2014        |  |
| Aaron is verbaasd en verheugd om Grace te zien in Spring City, hij geloofd dat hij gestuurd is om haar te vinden. Als hij samen met Grace een gebouw binnen loopt krijgt hij nog een verrassing. Daar ziet hij Priscilla, zij was zijn vrouw tijdens de black-out. Aaron en Priscilla ontdekken dat zij samen een connectie hebben met de nanorobots, tevens zien zij de laatste tijd dezelfde hallucinaties en vuurvliegjes. Zij waren samen verantwoordelijk voor het maken van de computercodes dat de nanorobots mogelijk maakte om onderling te communiceren. Monroe is gevangengenomen door het kartel, Connor leidt hem geboeid naar hun hoofdkwartier. Connor en zijn baas overleggen wat zij met hem zullen doen, zij besluiten om hem te verkopen aan de hoogste bieder. Miles en Rachel besluiten om Monroe te bevrijden, hoezeer Rachel hem het liefste daar had willen laten zitten. Het lukt Miles om bij de cel te komen waar Monroe zit en slaat Connor neer zodat hij Monroe kan bevrijden. Monroe vertelt hem echter dat hij niet mee kan gaan omdat dit zijn zoon de kop kan kosten. Miles laat Monroe achter en rent weg, niet veel later wordt Miles ook opgepakt en gevangengezet. Monroe wordt voor zijn ontsnappingspoging gestraft, Connor mag van zijn baas hem in het openbaar met een zweep slaan. In het publiek staat ook Rachel die nu alleen de mannen wil bevrijden. Zij vindt een weg naar de cel waar de mannen gevangen zitten, maar wordt gesnapt door Connor. In plaats van haar ook vast te zetten geeft hij haar de cel sleutel, dit omdat hij er toch moeite mee heeft dat zijn vader zo behandeld wordt. Snel gaat Rachel naar de cel en bevrijdt de mannen, onderweg naar buiten worden zij betrapt door de baas die Connor ook wil bestraffen voor zijn verraad. Miles, Monroe en Rachel raken in een gevecht met de leider en zijn bende, na hun overwinning nemen zij ook Connor mee naar buiten. Monroe wil nu samen met Connor zijn oude republiek weer opstarten. Eerst moeten zij wel nog afrekenen met de patriotten. Charlie en dr. Porter nemen buiten Willoughby activiteiten waar van de patriotten, zij zien dat de patriotten een tentbasis opzetten in een weiland. Als dr. Porter ziet dat de patriotten een oude vriend van hem opsluiten in een tent wil hij meteen een reddingsoperatie opzetten. Dr. Porter sluipt de basis op en vindt daar zijn vriend. Hij is wel te laat want zijn vriend is al overleden. Charlie voegt zich bij dr. Porter en willen de basis weer verlaten, dan worden zij betrapt en gevangengenomen. De leider van de patriotten neemt hen mee naar een tent waar hij de handboeien afdoet. Hij leidt hen de tent in en daar zien zij verschillende mensen ziek in een bed liggen. De leider onthult aan hen dat er een uitbraak van tyfus heerst in het dorp en dat zij hier in quarantaine gehouden worden. Tom is teleurgesteld in Julia nu hij nog steeds geen promotie heeft gekregen na het uitschakelen van de concurrent van haar. Hij spreekt haar hierop aan, waarop Julia hem zegt nog wat geduld te hebben. Jason en Tom ontdekken dat de man van Julia verantwoordelijk is voor het opzetten van heropvoedingskampen door heel Amerika, en dat hij er nog veel meer wil openen. Dan wordt er ingebroken in het kantoor van de man van Julia. Julia verdenkt meteen Tom hiervan. Tom ontkent echter en dan bekent Jason de inbraak. Jason wordt al snel opgepakt door de veiligheidsdienst en afgevoerd, een ontredderde Tom achterlatend. |            |                             |                      |                                  | |                        |  |
| 32 | 12         | Captain Trips               | Steve Boyum          | Paul Grellong Jim Barnes         | Garrett Graham - erg zieke man Thaddeus Jae Bryant - jonge Jason                                                                   | 22 januari 2014        |  |
| Heden: Aaron en Priscilla merken dat Grace hen verlaten heeft in Spring City Oklahoma. Aaron krijgt dan een verschijning van de nanorobots in een verschijning van Cynthia, zij vertelt hem om samen met Priscilla naar Lubbock te gaan. Priscilla wil echter niet mee gaan en als zij weg wil gaan plegen de nanorobots een aanslag op haar, hetgeen haar doet besluiten om toch met Aaron mee te gaan. Miles, Monroe, Rachel en Connor keren terug in Willoughby en merken al snel dat Charlie, dr. Potter en Aaron niet in het schuilhuis aanwezig zijn. Na een zoektocht zien zij dat Charlie en dr. Potter in een nieuw opgezet basiskamp van de patriotten zitten, niet wetende waarom zij daar zijn. Rachel sluipt het basiskamp in om zo te achterhalen wat er aan de hand is. Al snel hoort zij van de tyfusuitbraak en dat dit een quarantainekamp is. Rachel besluit te blijven om haar vader te helpen met het gevecht tegen de ziekte, ondertussen schrijft zij in het geheim berichten naar Miles om hem op de hoogte te brengen. Ondertussen ontdekt Rachel dat de patriotten de mensen bewust hebben geïnfecteerd met tyfus. De patriotten hebben alleen mensen geïnfecteerd die een ziekte hebben, zoals epilepsie en alcoholisme en gebruiken de tyfusuitbraak als een dekmantel. Rachel vermoedt dat de patriotten een antivirus hebben voor hun eigen mensen, als dr. Potter ook ineens ziek wordt schakelt zij Miles in om naar het antivirus te gaan zoeken. Miles. Monroe en Connor gaan naar Willoughby om naar het antivirus te gaan zoeken, hiervoor hebben zij de leider van de patriotten ontvoerd en geïnjecteerd met het virus. Met de leider als gijzelaar komen hij en Connor bij de plek waar het antivirus bewaard wordt. Op het moment dat Connor het antivirus in handen heeft, worden zij ineens onder schot gehouden door gearriveerde patriotsoldaten. Tom en Julia proberen uit alle macht te achterhalen waar hun zoon Jason is, en of hij nog in leven is. Julia snuffelt door de papieren van haar man en ontdekt dat Jason in een gevangenis zit. Julia en Tom willen nu de man van Julia, Doyle, gijzelen en eisen dat hij hen naar Jason brengt. Op het moment dat zij Doyle willen gijzelen, ontdekken zij dat Doyle op de hoogte was van hun plannen door hen in een hinderlaag te laten lopen. Flashback: Twee jaar na de black-out moeten Tom en Julia eten zien te regelen voor hun doodzieke zoon Jason. Zij proberen van twee mannen eten te krijgen. Als zij niets willen geven, raakt Tom met hen in gevecht en verliest. Later nemen Tom en Julia wraak door hen dood te schieten en het eten mee te nemen. |            |                             |                      |                                  | |                        |  |
| 33 | 13         | Happy Endings               | Ernest Dickerson     | David Rambo Trey Callaway        | Daniel Henney - Peter Garner Bret Michaels - zichzelf Timm Sharp - Gould Katie Aselton - Duncan Page                               | 29 januari 2014        |  |
| In het quarantainekamp gaat de gezondheid van dr. Porter steeds harder achteruit, als hij ineens stopt met ademen lukt Rachel en Charlie om hem weer terug te halen. Connor houdt nog steeds de patriottenleider in gijzeling terwijl hij onder schot wordt gehouden door soldaten, voordat een soldaat Connor neer kan schieten wordt hijzelf van afstand neergeschoten door Miles. Connor bindt de leider nu vast aan een radiator en loopt dan met het antivirus het gebouw uit wat hij in het quarantainekamp aflevert bij Rachel en Charlie. Zij geven het antivirus aan de zieken en dr. Porter, die zij dan in een wagen leggen en het kamp uit rijden. De leider wordt dan bevrijd en haast zich naar het quarantainekamp waar hij nog een ampul met het antivirus vindt en injecteert zichzelf hiermee. Monroe, Connor en Charlie gaan naar New Vegas, hier wil Monroe huurlingen ophalen voor hun strijd tegen de patriotten. Zij ontmoeten een voormalige vriendin van Monroe, Duncan, die aan het hoofd staat van een kartel. Monroe gaat met haar in onderhandeling over het kopen van huursoldaten van haar kartel. Na een harde onderhandeling krijgen zij een akkoord over een prijs, dertig diamanten per persoon. Charlie en Connor brengen samen de nacht door en praten dan na over wat ze samen gedaan hebben. Dan verschijnt Monroe ineens ten tonele, die geschokt reageert. Om de diamanten te kunnen bemachtigen die zij nodig hebben voor het kopen van huurlingen plannen zij een overval op een casino. Monroe spreekt een gevecht af buiten het casino om zo de beveiligers weg te lokken van het casino. Connor doet zich voor als een dronkaard om zo de aandacht af te leiden zodat Charlie weg kan vluchten met een kluis met diamanten. De bewakers die een achtervolging inzetten op Charlie ontdekken al snel dat Charlie een omgewisselde kluis bij zich had met stenen, de echte heeft zij achtergelaten in het casino die Connor nu ongestoord mee kon nemen. Connor en Monroe lopen opgetogen weg vanaf het casino, dan worden zij ineens ingerekend door de bewakers die de wisseltruc hebben doorgekregen. Ondertussen hebben Miles en Rachel een romantische nacht. Tom wordt gevangen gehouden in Washington D.C. waar hij al talloze martelingen heeft ondergaan. Hij wordt dan naar president Jack Davis gebracht, hij wil dat Tom op jacht gaat op Monroe. President Davis houdt Julia als gijzelaar zodat hij zeker weet dat Tom zijn taak uit gaat voeren, Tom wil wel dat zijn zoon Jason met hem mee gaat. Tom en Jason gaan naar Willoughby en spreken daar met de patriottenleider, deze vertelt hem dat hij meteen Washington D.C. inlicht mochten zij problemen opleveren. Tom en Jason vinden dan al snel de schuilplaats van Miles en zijn groep, daar zweert hij dat hij hen wil helpen met de strijd tegen de patriotten uit wraak voor de dood van zijn vrouw. Aaron en Priscilla arriveren in Lubbock waar zij Peter ontmoeten, hij is een oude collega en vriend van hen die samen met hen de nanorobots heeft ontwikkeld. Aaron en Priscilla zijn verbijsterd als zij ontdekken dat Peter nu een streng gelovige gebedsgenezer is geworden, hij voert nu genezingen uit met behulp van de nanorobots. Peter wil een vrouw genezen die blind geworden is. Op het moment dat Peter haar behandelt, zien Aaron en Priscilla vele vuurvliegjes neerdalen op haar, wetende dat dit nanorobots zijn die de genezing uitvoeren. Aaron en Priscilla proberen nu Peter te overtuigen dat de nanorobots hier verantwoordelijk voor zijn in plaats van God. Peter besluit dan om hen op te sluiten in een kamer, om zo de waarheid voor zijn volgers geheim te houden. |            |                             |                      |                                  | |                        |  |
| 34 | 14         | Fear and Loathing           | Liz Friedlander      | Anne Cofell Saunders Matt Pitts  | Katie Aselton - Duncan Page Daniel Henney - Peter Garner Timm Sharp - Gould                                                        | 26 februari 2014       |  |
| Monroe en Connor zijn door Gould betrapt in New Vegas voor het stelen van de diamanten in zijn casino en zijn gevangengezet. Zij krijgen nu van Gould te horen dat zij in een gevecht tegen elkaar moeten vechten tot er een sterft, de winnaar krijgt dan zijn vrijheid terug. Charlie gaat naar Duncan voor hulp, zij wordt echter door Duncan gevangengenomen en moet gedwongen prostitutie gaan uitvoeren. Monroe wil dat Connor wint zodat hij vrij gelaten wordt, hij leert hem hoe te vechten en hoe hem te doden. Monroe vertelt hem ook dat hij een zwakke plek heeft, hij heeft aan de linkse kant van zijn ogen een blinde vlek. Onder het oefenen voor het gevecht vertelt Monroe aan Connor dat hij deels verantwoordelijk is voor de dood van zijn moeder, dit voedt de woede bij Connor op Monroe. Tijdens het gevecht tussen Monroe en Connor wordt een moordaanslag gepleegd door een man van Gould op Duncan, Charlie heeft zich kunnen bevrijden en voorkomt net op tijd deze aanslag. Duncan is haar dankbaar en voor in ruil bevrijdt zij met haar mannen Monroe en Connor. Nadat zij bevrijd zijn, geeft Duncan als dank aan Charlie een aantal mannen van haar kartel om mee te laten vechten tegen de patriotten. Duncan heeft nog een verrassing voor de groep: de mannen nemen alleen orders aan van Charlie, dit tot ergernis van Monroe. Miles en Rachel ontdekken dat Tom en Jason nog steeds voor de patriotten werken, omdat zijn vrouw en moeder gevangen wordt gehouden door de patriotten. Aaron en Priscilla worden nog steeds gevangen gehouden door Peter, hij eist dat zij hem helpen met het repareren van de nanorobots. Aaron gaat akkoord en gaat aan de slag, maar in plaats van te repareren voert hij een virus in het programma dat de nanorobots moet vernietigen. Maar de nanorobots krijgen door wat hij van plan is en laat de computer ontploffen wat Aaron en Priscilla bewusteloos slaat. Aaron wordt dan weer wakker op 5 maart 2014 in zijn bed langs Priscilla. De wereld heeft gewoon stroom en het lijkt of de black-out nooit heeft plaatsgevonden. |            |                             |                      |                                  | |                        |  |
| 35 | 15         | Dreamcatcher                | Liz Friedlander      | Anne Cofell Saunders Matt Pitts  | Daniel Henney - Peter Garner Joe Bucaro III - soldaat Quetta Carpenter - vertegenwoordiger DOD Mike Davis - Mike                   | 26 februari 2014       |  |
| Aaron wordt wakker in een wereld zoals die voor de black-out bestond, nog steeds getrouwd met Priscilla en directeur van een IT-bedrijf. Hij beseft dat er iets niet klopt met zijn realiteit maar kan er niet achter komen wat er niet klopt. Hij gaat met Priscilla naar zijn bedrijf en daar aangekomen wordt hij door twee werknemers naar een kamer genomen waar hij gevraagd wordt om een computercode te repareren. Langzaam begint hij te beseffen dat de nanorobots deze wereld in zijn hersenen hebben gecreëerd om hem de code te repareren wat hen zal redden. Opgejaagd door gewapende mannen, soldaten van de nanorobots, gaat hij op zoek naar Rachel. Aaron vindt Rachel, maar ontdekt al snel dat zij hem totaal niet herkent. Het lukt hem uiteindelijk haar te overtuigen en zij neemt hem mee naar Miles en Monroe, die hem ook niet herkennen en denken dat hij stapelgek is. Als de soldaten van de nanorobots een aanval inzetten op hen komt bij hen ook het besef terug en vechten zich samen veilig naar buiten. Zij overtuigen Aaron dat hij zich van een hoog gebouw moet werpen om zo weer wakker te worden in de echte wereld, de wereld van na de black-out. Hij werpt zich van een hoog gebouw. In plaats van wakker te worden in de echte wereld, wordt hij wakker in een kamer waar hij vastgebonden ligt en een soldaat eist van hem de code te herstellen. Nadat hij bijna toe wil geven beseft hij dat dit allemaal in zijn hoofd afspeelt, hij concentreert zich en alles in de kamer verdwijnt en dan wordt hij weer wakker in de echte wereld. Hij gaat samen met Priscilla op weg naar Willoughby waar hij Rachel en Miles weer terugziet. Dan begint het flink te onweren, met overal blikseminslagen. Aaron vermoedt dat dit de laatste stuiptrekkingen zijn van de nanorobots. Een blikseminslag raakt Rachel die hierdoor stopt met ademen, Aaron besluit dan om Rachel te redden de code te repareren zodat de nanorobots Rachel weer tot leven kunnen wekken. Nadat hij de code gerepareerd te hebben beseft hij al snel dat de nanorobots hem weer voor de gek hebben gehouden, het was weer een fantasiewereld om hem de code te laten repareren. Als hij weer wakker wordt besluit hij samen met Priscilla hun reis voort te zetten naar Willoughby, beseffend dat de nanorobots nog niet klaar met hem zijn. |            |                             |                      |                                  | |                        |  |
| 36 | 16         | Exposition Boulevard        | Nick Copus           | David Rambo Trey Callaway        | Tyrees Allen - Grant Carson Rylan Gillis - Ron Davis John Omohundro - Dillon Julius Washington - Vincent Jaz Sinclair - Kim Carson | 12 maart 2014          |  |
| Heden: Miles en Rachel zijn in gevecht met Tom en Jason die werken voor de patriotten, het lukt hen om te ontsnappen en herenigen hen met Monroe, Connor, Charlie en de huurlingen. Zij ontdekken dat de patriottenbasis buiten Willoughby nu in bedrijf is als heropvoedingskamp voor nieuwe soldaten met Doyle aan het roer. Dan ontdekken zij dat het heropvoedingskamp gebruikmaakt van kinderen uit Willoughby en naastgelegen plaatsen. Het lukt hen twee kinderen gevangen te nemen, een kind brengen zij terug naar haar vader, de vader ontdekt dat bij zijn dochter een nummer is getatoeëerd achter het ooglid. Als haar vader het nummer hardop voorleest verandert zijn dochter ineens in een moordmachine, die haar vader doodschiet en dan zichzelf de hals doorsnijdt. Nadat de groep terugkeert in hun basiskamp worden zij aangevallen door de patriotsoldaten, aangevoerd door Tom en Jason. Tijdens het gevecht probeert het andere kind te ontsnappen, Miles wil hem uitschakelen, maar laat hem vanwege de smeekbedes van Rachel lopen. Het lukt Tom tot zijn teleurstelling niet om de groep uit te schakelen, hetgeen hem op een berisping door Doyle komt te staan. Tom is het beu om elke keer een berisping van Doyle te krijgen en overlegt met Truman, de plaatselijke leider, om hem uit te schakelen. Ondertussen wordt president Jack Davis in Washington D.C. bijgepraat door commandant Allenford over de vooruitgang van het heropvoedingskamp in Willoughby, de president wil de nieuwe soldaten gebruiken voor het heroveren van Texas. Aaron is met Priscilla onderweg naar Willoughby, zij gaat in de nacht naar een verlaten plek in het bos waar zij omringd wordt door nanorobots vuurvliegjes. Flashback: Zes maanden na de black-out werkt Truman als bewaker in de gevangenis van Guantanamo Bay. Dan ziet hij verschillende zeilschepen aanvaren, en als deze aangelegd zijn stappen er talloze regeringsfunctionarissen uit. De leider van de groep onthult zijn plannen aan hem; zij willen in het voormalige Amerika een nieuwe dictatuur opstarten die geleid wordt door minister van defensie Jack Davis. |            |                             |                      |                                  | |                        |  |
| 37 | 17         | Why We Fight                | Frederick E. O. Toye | Rockne S. O'Bannon               | Reiko Aylesworth - Marion Kelly Bug Hall - Brian                                                                                   | 19 maart 2014          |  |
| Monroe en de rest discussiëren over wat nu te doen met de patriotten, helemaal als hun laatste schuilplaats veroverd wordt met hulp van de cadet die Miles vrij heeft gelaten. Dr. Porter en Miles sluipen Willoughby binnen om mensen te zoeken die met hen mee willen vechten tegen de patriotten. Zij zoeken een oude geliefde op van dr. Porter, barkeepster Marion, die verbaasd is hen te zien. Zij gelooft het verhaal dat patriotten hebben rondverteld dat dr. Porter en Miles terroristen zijn. Tevens is zij nu verloofd met Truman, de leider van de patriotten. Ondertussen krijgt Monroe hulp van de overgebleven mensen van Duncan, een van de mensen zegt tegen Monroe dat Duncan vermoordt is door patriotsoldaten en dat zij wraak zoeken. Monroe voert nu met hulp van de mannen een aanval uit op het heropvoedingskamp, hier voeren zij een enorm bloedbad uit onder de cadetten en patriotsoldaten. Net voor de aanval pakte Doyle Tom en Jason op voor hun aanstaande moordaanslag op hem. Tijdens de aanval lukt het Tom en Jason zich te bevrijden en brengen Doyle om het leven. In de bar lukt het Miles en dr. Porter om Marion te overtuigen dat de patriotten gelogen hebben over hun daden, dan arriveert Truman in de bar om samen met Marion te eten. Na het eten bereikt in het dorp het bericht van de slachtpartij in het heropvoedingskamp en op hun kinderen, Marion denkt dan dat Miles en dr. Porter hierachter zitten en geeft hen aan bij Truman. Ternauwernood lukt het hun om te ontsnappen en ze gaan snel naar hun kamp om erachter te komen wat er gebeurd is. Miles is woest op Monroe om wat hij gedaan heeft met het heropvoedingskamp en laat dit duidelijk merken tegen hem. Als Monroe en zijn mannen het heropvoedingskamp doorzoeken, komen zij documenten tegen in het Arabisch. Na dit vertaald te hebben ontdekken zij dat er cadetten gesteurd zijn naar Austin voor een moordaanslag op hooggeplaatste mensen in de regering om zo Texas te kunnen veroveren. |            |                             |                      |                                  | |                        |  |
| 38 | 18         | Austin City Limits          | Helen Shaver         | Paul Grellong Jim Barnes         | M.C. Gainey - Frank Blanchard Gonzalo Menendez - Leonard Baylor Barry Tubb - Malcolm Dove                                          | 2 april 2014           |  |
| Tom en Jason hebben een flinke discussie met elkaar, Tom wil doorzoeken naar Monroe om zo zijn vrouw terug te krijgen terwijl Jason zeker weet dat zijn moeder dood is. Dit loopt zo hoog op dat Jason besluit om zijn vader te verlaten, hij wendt zich tot de groep van Miles om hen te helpen met het gevecht tegen de patriotten, dit uit wraak voor zijn moeder. Miles, Monroe en Charlie gaan naar Austin om de cadetten te stoppen die een moordaanslag willen plegen op de president van Texas, zij besluiten om Jason mee te nemen omdat hij nuttige informatie kan hebben over de cadetten. Aangekomen in Austin vinden zij de schuilplaats van de cadetten en als daar niemand aanwezig is doorzoeken zij de woning op informatie. Dan vinden zij een document waarop het doelwit van de cadetten staat. Het betreft de voormalige president van Texas generaal Frank Blanchard. Miles en Monroe haasten zich naar Blanchard om hem te waarschuwen voor de aankomende aanslag, tot hun verrassing gelooft hij hen meteen. Dan wordt Blanchard neergestoken door een cadet die daarna zelfmoord pleegt. Als de Texas Rangers binnenvallen geloven zij dat Miles en Monroe Blanchard hebben neergestoken, zij kunnen dan net voor hun arrestatie wegvluchten. In de schuilplaats lukt het Jason om een patriotsoldaat te vangen, hij wil hem net zo lang martelen totdat hij de verblijfplaats en doelen geeft van de cadetten. De soldaat vertelt hen dat er die middag een aanslag gepleegd zal worden op de president van Texas bij het regeringsgebouw. Zij spoeden zich ernaartoe om de cadet te vinden, tijdens de zoektocht wordt Jason gevangengenomen door patriotsoldaten die hem activeren door het lezen van de code onder zijn ooglid. Zij dragen Jason op om een aanslag te plegen met een scherpschuttersgeweer vanuit een gebouw, dit als de cadet hierin niet slaagt. Charlie ziet Jason naar het gebouw lopen en volgt hem. Binnen raken zij in een gevecht waar Jason haar wil wurgen, zij kan van Jason ontsnappen door hem neer te schieten met het scherpschuttersgeweer. De president houdt buiten een toespraak tegen een menigte, hij wordt abrupt gestoord door het schot dat Charlie afvuurt. Tijdens de paniek probeert de cadet de president neer te schieten. Miles ziet dit echter gebeuren en schiet dan de cadet neer voordat hij de president kan vermoorden. Charlie krijgt hiervan echter niets mee omdat zij bij het lichaam van Jason zit, zij is bedroefd om wat zij heeft moeten doen. Aaron ontdekt dat Priscilla gestuurd wordt door de nanorobots, deze willen ontdekken hoe het is om menselijk te zijn. Later worden Aaron, Priscilla en Rachel weer herenigd in Willoughby. |            |                             |                      |                                  | |                        |  |
| 39 | 19         | $#!& Happens                | John F. Showalter    | Anne Cofell Saunders David Reed  | Anthony De Longis - leider Texas Rangers                                                                                           | 30 april 2014          |  |
| Heden: Miles, Monroe, Connor en Charlie zijn op weg van Austin naar Willoughby, als zij achterhaald worden door een groep Texas Rangers. Miles leidt de groep Texas Rangers af zodat de rest kan ontsnappen en hun weg kunnen vervolgen naar hun hoofdkwartier. Het lukt Miles om de Texas Rangers achter hem aan te krijgen, Miles raakt dan in gevecht met de Texas Rangers waarin hij zwaar gewond raakt. Als alle Texas Rangers gedood zijn wil hij te voet zijn weg vervolgen naar het hoofdkwartier. Bij een verwoeste woning valt hij in de kelder waar hij opgesloten komt te zitten. Ondertussen maken Charlie, Rachel en Monroe zich zorgen over hem en gaan naar hem op zoek. Charlie wordt tijdens de zoektocht overvallen door Tom die antwoorden wil over waar zijn zoon Jason is. Zij leidt hem naar een verlaten huis waar zij de waarheid opbiecht, dit komt hard aan bij Tom die haar hiervoor wil vermoorden. Als hij de trekker wil overhalen van het pistool dat hij tegen haar hoofd heeft geplaatst weigert deze echter, hierdoor kan Charlie ontsnappen. Ondertussen probeert Aaron nog steeds de hulp in te roepen van Priscilla, nu de nanorobots, bij de zoektocht naar Miles. De nanorobots weigeren dit echter omdat zij Miles de moeite niet waard vinden om te redden. Na een aantal dagen opgesloten zitten in de kelder ziet Miles geen uitweg meer en denkt ervoor om zijn laatste kogel te gebruiken om er een eind aan te maken. Dan krijgt hij het idee om een uitgang te maken door het plafond van de kelder op te blazen. Hij voert dit plan uit en is opgelucht als hij de zonnehemel weer ziet. Flashback: Zes maanden geleden zit Miles in zijn eentje te drinken in een café in Willoughby. Als hij hierna naar buiten loopt wordt zijn aandacht getrokken naar een kleine schuur, hierbinnen ziet hij de verschijning van zijn overleden broer Ben. In werkelijkheid wordt deze verschijning gestuurd door de nanorobots, die met hem praten over zijn relatie met Rachel en Charlie. Gefrustreerd loopt Miles weg uit de schuur en brandt deze helemaal tot de grond toe af. |            |                             |                      |                                  | |                        |  |
| 40 | 20         | Tomorrowland                | David Boyd           | Trey Callaway Ryan Parrott       | Reiko Aylesworth - Marion Kelly Waleed Zuaiter - Martin Shaw                                                                       | 7 mei 2014             |  |
| De schuilplaats van Miles en zijn groep wordt aangevallen door de patriotten, hierbij maken de patriotten gebruik van mosterdgas. De groep kan vluchten van de aanval, Monroe is woedend op de patriotten door het gebruik van mosterdgas dat hij dit gas van hen wil stelen en tegen hen wil gebruiken. Miles, Monroe, Connor en Charlie lokken patriotsoldaten in de val die het mosterdgas in bezit hebben en stelen het gas van hun. Terug op hun basis pakken Miles en Rachel het gas af en maken het onschadelijk, omdat zij het niet willen gebruiken tegen onschuldige mensen die hieraan ook zullen overlijden. Monroe is hier zo woedend over dat hij samen met Connor de groep verlaat om alleen verder te vechten. Dr. Potter en Charlie ontvoeren ondertussen Marion, de verloofde van patriotleider Truman, om haar proberen ervan te overtuigen van de werkwijze van de patriotten. Na het zien van het mosterdgas raakt zij overtuigd en wil hen helpen door het spioneren van haar verloofde. Zij vertelt aan de groep dat zij documenten heeft ingezien waarin staat dat de patriotten 100 ton mosterdgas hebben besteld. Ondertussen vangt Tom een patriotsoldaat die hem wilde vermoorden. Tijdens zijn ondervraging op hem hoort hij dat zijn vrouw niet meer in leven is. Tom is hier zo boos over dat hij besluit om wraak te gaan nemen op elke patriotsoldaat. Later komt hij Monroe en Connor tegen, die wapens uit een gat in de grond aan het halen zijn. Hij gijzelt Connor en eist van Monroe dat die hem laat meehelpen in de strijd tegen de patriotten. Aaron achtervolgt Priscilla, die overgenomen is door nanorobots, naar een verlaten woning. Daar aangekomen merkt hij dat Priscilla daar experimenten uitvoert over het menselijk handelen. Aaron wordt in het huis gevangengehouden door Priscilla, met de mededeling dat zij nog niet klaar is met hem en dat zij wil praten over hoe mensen werken. Hij beseft al snel dat dit de verkeerde kant opgaat, en heeft er een hard hoofd in dat hij dit huis levend zal verlaten. |            |                             |                      |                                  | |                        |  |
| 41 | 21         | Memorial Day                | David Boyd           | Trey Callaway Ryan Parrott       | Reiko Aylesworth - Marion Kelly Colby French - Joe Matthews                                                                        | 7 mei 2014             |  |
| Miles en de groep ontdekken dat de patriotten het mosterdgas willen gebruiken tegen de Texas republiek, om zo een oorlog te ontketenen tussen Texas en Californië. Miles en de groep kapen de trein waar het mosterdgas mee vervoerd zou worden, zij worden echter onderweg geconfronteerd met Monroe, Connor en Tom die hen gewapend dwingen om de trein over te dragen. Tijdens hun confrontatie ontdekken zij dat het mosterdgas niet op de trein aanwezig is, nu vragen zij allen af waar het mosterdgas dan wel is. Inmiddels vindt er een ontmoeting plaats in Willoughby tussen de Amerikaanse president en de Texaanse president Carver, om hun vriendschap te bekrachtigen tegenover de bewoners van Willoughby. Marion is ook aanwezig en ontdekt dat het mosterdgas gebruikt zal worden op de dorpsbewoners en de gasten uit Texas. Zij wordt echter ontdekt door haar verloofde Truman, die haar doodsteekt. Miles, Monroe, Charlie en dr. Porter haasten zich nu naar Willoughby om te proberen de stad te redden. Aaron zit nog steeds gevangen in het huis bij de door nanorobots gestuurde Priscilla. Rachel is bezorgd wanneer zij Aaron nergens meer kan vinden en gaat op zoek naar hem. Zij vindt hem en Priscilla in een woonhuis. Daar aangekomen wordt zij ook gevangen gehouden door Priscilla. |            |                             |                      |                                  | |                        |  |
| 42 | 22         | Declaration of Independence | Charles Beeson       | Rockne S. O'Bannon Paul Grellong | Reiko Aylesworth - Marion Kelly Colby French - Joe Matthews M.C. Gainey - Frank Blanchard                                          | 21 mei 2014            |  |
| Miles en groep stoppen succesvol de aanval met mosterdgas op de dorpsbewoners van Willoughby en de gasten uit Texas. Tijdens het tumult lukt het Truman, president Carver van Texas en de Amerikaanse president te ontsnappen. Het plan om de Texaanse president te vermoorden lijkt mislukt en dan schiet Truman de Texaanse president dood, hierna schiet hij zichzelf en de Amerikaanse president door de arm. Dit om de dorpsbewoners te overtuigen dat Miles en Monroe achter de aanslag zaten in opdracht van Californië en dat zij gewond uit de strijd kwamen, dit geloven de dorpsbewoners meteen en zijn woedend op Miles en Monroe. De volgende dag hoort Miles van de beschuldigingen tegen hen, hij wil nu de president van Amerika ontvoeren om zo een oorlog tussen Texas en Californië te voorkomen. Als zij de president in hun bezit hebben vluchten zij weg, tijdens hun vlucht worden zij ingehaald door patriotsoldaten. In het daaropvolgende gevecht eist Miles dat Monroe verdergaat met de president. Als Monroe met de president aankomt bij een verlaten gebouw wordt hij verrast met het verschijnen van Connor. Connor probeert Monroe over te halen om de president te doden, als Monroe weigert wordt hij beschoten door Tom vanuit de bossen. Monroe vlucht met de president het gebouw binnen, Connor en Tom achtervolgen hem naar binnen. Binnen zien Tom en Connor dat het gebouw leeg is en beseffen dat zij ontsnapt zijn. Dan merken zij dat de deuren geblokkeerd zijn zodat zij nu gevangen zitten. Monroe en de president zoeken nu Miles, Rachel en Charlie op en zetten hun tocht voort. Dan worden zij ineens overvallen door een peloton patriotsoldaten. De president is opgelucht dat hij is bevrijd en bekent zijn misdaden aan de groep. Dan blijkt dat de patriotsoldaten in werkelijkheid verklede Texas Rangers zijn, die na zijn bekentenis door hem gearresteerd worden. Daarop verklaart de Republiek Texas de oorlog aan de patriotten en zij geeft de order om elke patriotsoldaat die nu in Texas verblijft dood te schieten. Miles en Monroe besluiten om mee te vechten met het Texaanse leger. Miles denkt dat zij de patriotten na een half jaar zullen hebben verslagen. Aaron en Rachel worden nog steeds gevangen gehouden door de door nanorobots gestuurde Priscilla. Zij besluiten om de echte Priscilla terug te halen en plegen een aanslag op de gestuurde Priscilla, dankzij het hulpgeroep van Aaron ontwaakt Priscilla die terugkeert. Priscilla ontwaakt en vertelt aan Aaron over een visioen die zij zag over de toekomst van de mensheid. De nanorobots krijgen de controle over miljoenen mensen en een grijnzende man. Tom, de Amerikaanse president en Truman krijgen dan een visioen van een overleden geliefde. Zij dragen hun op om samen te komen in Bradbury Idaho. In Bradbury wordt door de nanorobots de elektriciteit weer geactiveerd waarop alle verlichting gaat branden, inclusief ook die van een clown met een grijns. Bradbury wordt dan overspoeld met mensen die de opdracht om hiernaartoe te komen hebben opgevolgd. |            |                             |                      |                                  | |                        |  |